# Liste des monuments historiques de la Charente
Cet article recense les monuments historiques de la Charente, en France.
- Pour les monuments historiques de la commune d'Angoulême, voir la liste des monuments historiques d'Angoulême
- Pour les monuments historiques de la commune de Cognac, voir la liste des monuments historiques de Cognac
- Pour les monuments historiques de la commune de Confolens, voir la liste des monuments historiques de Confolens

## Généralités
Au 21 juillet 2025, la Charente compte 476 édifices comportant au moins une protection au titre des monuments historiques, dont 167 sont classés et 326 sont inscrits. Le total des monuments classés et inscrits est supérieur au nombre total de monuments protégés car plusieurs d'entre eux sont à la fois classés et inscrits.
La liste suivante les recense, organisés par commune. Ils couvrent l'occupation par l'homme depuis les temps les plus reculés depuis les grottes et les abris sous roches où ont vécu les néenderthaliens comme la grotte de la Chaise, l'art paléolithique de la grotte du Placard, les dolmens sous tumuli ou non, les édifices gallo-romains, les églises romanes et les autres édifices religieux, abbayes, croix, lanternes des morts, les châteaux et logis, le patrimoine industriel fours à chaux et moulins.
- Haut – A
- B
- C
- D
- E
- F
- G
- H
- I
- J
- K
- L
- M
- N
- O
- P
- Q
- R
- S
- T
- U
- V
- W
- X
- Y
- Z

## Liste
| Monument                                              | Commune                     | Adresse                                                    | Coordonnées                                       | Notice                                            | Protection                                        | Date                                              | Illustration                                          |
| ----------------------------------------------------- | --------------------------- | ---------------------------------------------------------- | ------------------------------------------------- | ------------------------------------------------- | ------------------------------------------------- | ------------------------------------------------- | ----------------------------------------------------- |
| Château de Serre                                      | Abzac                       |                                                            | 46° 06′ 32″ nord, 0° 42′ 10″ est                  | « PA00104195 »                                    | Classé Inscrit                                    | 1988                                              | Château de Serre                                      |
| Croix de la Tuilière                                  | Agris                       | La Grange                                                  | 45° 46′ 48″ nord, 0° 19′ 55″ est                  | « PA00104196 »                                    | Inscrit                                           | 1986                                              | Croix de la Tuilière                                  |
| Église Notre-Dame d'Agris                             | Agris                       |                                                            | 45° 46′ 30″ nord, 0° 20′ 10″ est                  | « PA00104197 »                                    | Inscrit                                           | 1925                                              | Église Notre-Dame d'Agris                             |
| Abbaye de Puypéroux                                   | Aignes-et-Puypéroux         |                                                            | 45° 27′ 46″ nord, 0° 07′ 15″ est                  | « PA00104198 »                                    | Inscrit                                           | 1984                                              | Abbaye de Puypéroux                                   |
| Église Notre-Dame d'Alloue                            | Alloue                      |                                                            | 46° 01′ 33″ nord, 0° 30′ 58″ est                  | « PA00104199 »                                    | Classé                                            | 1929                                              | Église Notre-Dame d'Alloue                            |
| Logis de la Vergne                                    | Alloue                      |                                                            | 46° 01′ 08″ nord, 0° 31′ 11″ est                  | « PA16000021 »                                    | Inscrit                                           | 2002                                              | Logis de la Vergne                                    |
| Château de Praisnaud                                  | Ambernac                    |                                                            | 45° 59′ 12″ nord, 0° 34′ 23″ est                  | « PA16000032 »                                    | Inscrit                                           | 2004                                              | Château de Praisnaud                                  |
| Église Saint-Pierre d'Ambleville                      | Ambleville                  | Le Bourg                                                   | 45° 33′ 08″ nord, 0° 13′ 16″ ouest                | « PA00104200 »                                    | Inscrit                                           | 1965                                              | Église Saint-Pierre d'Ambleville                      |
| Château de Roissac                                    | Angeac-Champagne            |                                                            | 45° 37′ 03″ nord, 0° 16′ 59″ ouest                | « PA00104551 »                                    | Inscrit                                           | 1989                                              | Château de Roissac                                    |
| Église Saint-Pierre d'Angeac-Charente                 | Angeac-Charente             |                                                            | 45° 37′ 51″ nord, 0° 04′ 26″ ouest                | « PA00104578 »                                    | Inscrit                                           | 1992                                              | Église Saint-Pierre d'Angeac-Charente                 |
|                                                       | Angoulême                   | Voir Liste des monuments historiques d'Angoulême           | Voir Liste des monuments historiques d'Angoulême  | Voir Liste des monuments historiques d'Angoulême  | Voir Liste des monuments historiques d'Angoulême  | Voir Liste des monuments historiques d'Angoulême  | Voir Liste des monuments historiques d'Angoulême      |
| Chapelle Notre-Dame d'Ansac                           | Ansac-sur-Vienne            |                                                            | 45° 59′ 34″ nord, 0° 38′ 52″ est                  | « PA16000001 »                                    | Inscrit                                           | 1996                                              | Chapelle Notre-Dame d'Ansac                           |
| Église Saint-Benoît d'Ansac                           | Ansac-sur-Vienne            |                                                            | 45° 59′ 36″ nord, 0° 38′ 52″ est                  | « PA16000002 »                                    | Inscrit                                           | 1996                                              | Église Saint-Benoît d'Ansac                           |
| Logis de la Villatte                                  | Ansac-sur-Vienne            |                                                            | 45° 59′ 23″ nord, 0° 38′ 05″ est                  | « PA00104560 »                                    | Inscrit                                           | 1991                                              | Logis de la Villatte                                  |
| Château d'Ars                                         | Ars                         |                                                            | 45° 38′ 45″ nord, 0° 23′ 24″ ouest                | « PA00104231 »                                    | Inscrit                                           | 1988                                              | Château d'Ars                                         |
| Église Saint-Maclou d'Ars                             | Ars                         |                                                            | 45° 38′ 34″ nord, 0° 22′ 54″ ouest                | « PA00104232 »                                    | Classé                                            | 1981                                              | Église Saint-Maclou d'Ars                             |
| Château d'Aubeterre                                   | Aubeterre-sur-Dronne        |                                                            | 45° 16′ 19″ nord, 0° 10′ 14″ est                  | « PA00104233 »                                    | Inscrit                                           | 1973                                              | Château d'Aubeterre                                   |
| Couvent des Minimes d'Aubeterre-sur-Dronne            | Aubeterre-sur-Dronne        |                                                            | 45° 16′ 15″ nord, 0° 10′ 09″ est                  | « PA00104562 »                                    | Inscrit                                           | 1991                                              | Couvent des Minimes d'Aubeterre-sur-Dronne            |
| Église monolithe d'Aubeterre-sur-Dronne               | Aubeterre-sur-Dronne        |                                                            | 45° 16′ 21″ nord, 0° 10′ 16″ est                  | « PA00104234 »                                    | Classé                                            | 1912                                              | Église monolithe d'Aubeterre-sur-Dronne               |
| Église Saint-Jacques d'Aubeterre-sur-Dronne           | Aubeterre-sur-Dronne        |                                                            | 45° 16′ 11″ nord, 0° 10′ 10″ est                  | « PA00104235 »                                    | Classé                                            | 1862                                              | Église Saint-Jacques d'Aubeterre-sur-Dronne           |
| Abbaye Saint-Étienne de Baignes                       | Baignes-Sainte-Radegonde    |                                                            | 45° 22′ 49″ nord, 0° 14′ 05″ ouest                | « PA00104579 »                                    | Inscrit                                           | 1992                                              | Abbaye Saint-Étienne de Baignes                       |
| Château de Balzac                                     | Balzac                      |                                                            | 45° 42′ 28″ nord, 0° 06′ 33″ est                  | « PA00104236 »                                    | Inscrit                                           | 2007                                              | Château de Balzac                                     |
| Château de Barbezières                                | Barbezières                 |                                                            | 45° 54′ 54″ nord, 0° 06′ 40″ ouest                | « PA00104237 »                                    | Inscrit                                           | 1925                                              | Château de Barbezières                                |
| Église Saint-Martin de Barbezières                    | Barbezières                 |                                                            | 45° 54′ 43″ nord, 0° 05′ 25″ ouest                | « PA00125673 »                                    | Inscrit                                           | 1993                                              | Église Saint-Martin de Barbezières                    |
| Château de Barbezieux                                 | Barbezieux-Saint-Hilaire    |                                                            | 45° 28′ 23″ nord, 0° 09′ 27″ ouest                | « PA00104238 »                                    | Classé Inscrit                                    | 1913 2004                                         | Château de Barbezieux                                 |
| Église Saint-Mathias de Barbezieux                    | Barbezieux-Saint-Hilaire    |                                                            | 45° 28′ 23″ nord, 0° 09′ 27″ ouest                | « PA00104239 »                                    | Inscrit                                           | 1948                                              | Église Saint-Mathias de Barbezieux                    |
| Croix de cimetière de Barret                          | Barret                      | Nouveau cimetière                                          | 45° 29′ 29″ nord, 0° 12′ 02″ ouest                | « PA00104240 »                                    | Classé                                            | 1990                                              | Croix de cimetière de Barret                          |
| Église Saint-Pardoux de Barret                        | Barret                      |                                                            | 45° 29′ 18″ nord, 0° 12′ 08″ ouest                | « PA00104241 »                                    | Classé                                            | 1954                                              | Église Saint-Pardoux de Barret                        |
| Abbaye Saint-Étienne de Bassac                        | Bassac                      |                                                            | 45° 39′ 43″ nord, 0° 06′ 19″ ouest                | « PA00104242 »                                    | Classé Inscrit                                    | 1880 1983 1995 2012                               | Abbaye Saint-Étienne de Bassac                        |
| Église Saint-Nicolas de Bassac                        | Bassac                      |                                                            | 45° 39′ 51″ nord, 0° 06′ 30″ ouest                | « PA00104580 »                                    | Inscrit                                           | 1992                                              | Église Saint-Nicolas de Bassac                        |
| Château de Bayers                                     | Bayers                      |                                                            | 45° 55′ 13″ nord, 0° 13′ 45″ est                  | « PA00104244 »                                    | Inscrit                                           | 1989 2003 2004                                    | Château de Bayers                                     |
| Église Saint-Barthélemy de Bécheresse                 | Bécheresse                  |                                                            | 45° 29′ 58″ nord, 0° 05′ 02″ est                  | « PA00104245 »                                    | Inscrit                                           | 1925                                              | Église Saint-Barthélemy de Bécheresse                 |
| Château d'Ordières                                    | Benest                      |                                                            | 46° 03′ 01″ nord, 0° 28′ 24″ est                  | « PA00104552 »                                    | Inscrit                                           | 1989                                              | Château d'Ordières                                    |
| Église Saint-Justinien de Benest                      | Benest                      |                                                            | 46° 02′ 21″ nord, 0° 27′ 05″ est                  | « PA00104246 »                                    | Inscrit                                           | 1984                                              | Église Saint-Justinien de Benest                      |
| Église Notre-Dame de Berneuil                         | Berneuil                    |                                                            | 45° 23′ 34″ nord, 0° 04′ 19″ ouest                | « PA00104247 »                                    | Classé                                            | 1914                                              | Église Notre-Dame de Berneuil                         |
| Moulin à vent de la Paille                            | Bessac                      | Les Moulins à vent                                         | 45° 26′ 18″ nord, 0° 00′ 48″ ouest                | « PA16000022 »                                    | Inscrit                                           | 2002                                              | Moulin à vent de la Paille                            |
| Dolmen de la Pierre Blanche                           | Bessé                       | La Pierre Blanche                                          | 45° 56′ 49″ nord, 0° 05′ 35″ est                  | « PA00104248 »                                    | Classé                                            | 1930                                              | Dolmen de la Pierre Blanche                           |
| Domaine de l'Abrègement                               | Bioussac                    |                                                            | 46° 01′ 44″ nord, 0° 16′ 48″ est                  | « PA16000056 »                                    | Inscrit                                           | 2014                                              | Domaine de l'Abrègement                               |
| Église Saint-Barthélémy de Blanzac                    | Blanzac-Porcheresse         |                                                            | 45° 28′ 32″ nord, 0° 01′ 55″ est                  | « PA00104249 »                                    | Classé                                            | 1890                                              | Église Saint-Barthélémy de Blanzac                    |
| Église Saint-Cybard de Porcheresse                    | Blanzac-Porcheresse         |                                                            | 45° 27′ 10″ nord, 0° 01′ 55″ est                  | « PA00104250 »                                    | Classé                                            | 1913                                              | Église Saint-Cybard de Porcheresse                    |
| Église Saint-Pierre de Blanzaguet-Saint-Cybard        | Blanzaguet-Saint-Cybard     |                                                            | 45° 28′ 10″ nord, 0° 19′ 16″ est                  | « PA00104251 »                                    | Classé                                            | 1920                                              | Église Saint-Pierre de Blanzaguet-Saint-Cybard        |
| Château de Bonnes                                     | Bonnes                      |                                                            | 45° 14′ 23″ nord, 0° 09′ 01″ est                  | « PA00104252 »                                    | Inscrit                                           | 1974 1995                                         | Château de Bonnes                                     |
| Église Saint-Pierre-et-Sainte-Radegonde de Bonnes     | Bonnes                      |                                                            | 45° 14′ 21″ nord, 0° 09′ 01″ est                  | « PA00135581 »                                    | Inscrit                                           | 1995                                              | Église Saint-Pierre-et-Sainte-Radegonde de Bonnes     |
| Château du Breuil                                     | Bonneuil                    |                                                            | 45° 34′ 22″ nord, 0° 09′ 13″ ouest                | « PA00104253 »                                    | Inscrit                                           | 1952                                              | Château du Breuil                                     |
| Église Saint-Pierre de Bonneuil                       | Bonneuil                    |                                                            | 45° 34′ 34″ nord, 0° 08′ 25″ ouest                | « PA00104254 »                                    | Inscrit                                           | 1952                                              | Église Saint-Pierre de Bonneuil                       |
| Église Saint-Clément de Bonneville                    | Bonneville                  |                                                            | 45° 50′ 16″ nord, 0° 02′ 29″ ouest                | « PA16000003 »                                    | Inscrit                                           | 1996                                              | Église Saint-Clément de Bonneville                    |
| Église Sainte-Madeleine de Bors                       | Bors-de-Baignes             | Les Arnauds                                                | 45° 19′ 13″ nord, 0° 11′ 55″ ouest                | « PA00104563 »                                    | Classé                                            | 1994                                              | Église Sainte-Madeleine de Bors                       |
| Château de Bouëx                                      | Bouëx                       |                                                            | 45° 36′ 53″ nord, 0° 19′ 03″ est                  | « PA16000041 »                                    | Inscrit                                           | 2009                                              | Château de Bouëx                                      |
| Église Saint-Étienne de Bouëx                         | Bouëx                       |                                                            | 45° 36′ 53″ nord, 0° 19′ 04″ est                  | « PA16000040 »                                    | Inscrit                                           | 2009                                              | Église Saint-Étienne de Bouëx                         |
| Église Saint-Jean-Baptiste de Bourg-Charente          | Bourg-Charente              |                                                            | 45° 40′ 24″ nord, 0° 13′ 06″ ouest                | « PA00104255 »                                    | Classé                                            | 1913                                              | Église Saint-Jean-Baptiste de Bourg-Charente          |
| Château de Bouteville                                 | Bouteville                  |                                                            | 45° 36′ 01″ nord, 0° 08′ 07″ ouest                | « PA00104256 »                                    | Classé                                            | 1984                                              | Château de Bouteville                                 |
| Église Saint-Paul de Bouteville                       | Bouteville                  |                                                            | 45° 36′ 00″ nord, 0° 08′ 29″ ouest                | « PA00104257 »                                    | Inscrit                                           | 1965                                              | Église Saint-Paul de Bouteville                       |
| Chapelle Saint-Marmet de Boutiers-Saint-Trojan        | Boutiers-Saint-Trojan       | Cimetière Saint-Marmet                                     | 45° 42′ 40″ nord, 0° 18′ 39″ ouest                | « PA00104258 »                                    | Inscrit                                           | 1986                                              | Chapelle Saint-Marmet de Boutiers-Saint-Trojan        |
| Église Saint-Trojan de Boutiers-Saint-Trojan          | Boutiers-Saint-Trojan       |                                                            | 45° 41′ 52″ nord, 0° 17′ 14″ ouest                | « PA00104259 »                                    | Inscrit                                           | 1952                                              | Église Saint-Trojan de Boutiers-Saint-Trojan          |
| Église Saint-Martial de Brigueuil                     | Brigueuil                   |                                                            | 45° 57′ 14″ nord, 0° 51′ 32″ est                  | « PA00104260 »                                    | Inscrit                                           | 1925                                              | Église Saint-Martial de Brigueuil                     |
| Lanterne des morts de Brigueuil                       | Brigueuil                   | Cimetière                                                  | 45° 57′ 16″ nord, 0° 51′ 45″ est                  | « PA00104261 »                                    | Inscrit                                           | 1932                                              | Lanterne des morts de Brigueuil                       |
| Mausolée de Brigueuil                                 | Brigueuil                   | Grange de La Boulonnie                                     | 45° 56′ 36″ nord, 0° 54′ 37″ est                  | « PA00104262 »                                    | Inscrit                                           | 1932                                              | Mausolée de Brigueuil                                 |
| Église Saint-Pierre de Brillac                        | Brillac                     |                                                            | 46° 03′ 38″ nord, 0° 46′ 39″ est                  | « PA16000015 »                                    | Inscrit                                           | 2001                                              | Église Saint-Pierre de Brillac                        |
| Église Notre-Dame de Brossac                          | Brossac                     |                                                            | 45° 19′ 47″ nord, 0° 02′ 36″ ouest                | « PA00104264 »                                    | Inscrit                                           | 1985                                              | Église Notre-Dame de Brossac                          |
| Aqueduc gallo-romain                                  | Brossac                     |                                                            | 45° 19′ 55″ nord, 0° 01′ 42″ ouest                | « PA00104263 »                                    | Classé                                            | 1889                                              | Aqueduc gallo-romain                                  |
| Villa gallo-romaine de la Coue d'Auzenat              | Brossac                     | Lacou-Dausena                                              | 45° 19′ 52″ nord, 0° 01′ 42″ ouest                | « PA00104265 »                                    | Classé                                            | 1875                                              | Villa gallo-romaine de la Coue d'Auzenat              |
| Église Notre-Dame de Bunzac                           | Bunzac                      |                                                            | 45° 42′ 03″ nord, 0° 21′ 07″ est                  | « PA00104266 »                                    | Inscrit                                           | 1934                                              | Église Notre-Dame de Bunzac                           |
| Abbaye Saint-Pierre de Cellefrouin                    | Cellefrouin                 |                                                            | 45° 53′ 28″ nord, 0° 23′ 29″ est                  | « PA00104267 »                                    | Classé                                            | 1907                                              | Abbaye Saint-Pierre de Cellefrouin                    |
| Église Saint-Nicolas de Cellefrouin                   | Cellefrouin                 |                                                            | 45° 53′ 28″ nord, 0° 23′ 29″ est                  | « PA00104267 »                                    | Classé                                            | 1907                                              | Église Saint-Nicolas de Cellefrouin                   |
| Lanterne des morts de Cellefrouin                     | Cellefrouin                 |                                                            | 45° 53′ 28″ nord, 0° 23′ 29″ est                  | « PA00104268 »                                    | Classé                                            | 1886                                              | Lanterne des morts de Cellefrouin                     |
| Château de Cellettes                                  | Cellettes                   |                                                            | 45° 51′ 51″ nord, 0° 08′ 45″ est                  | « PA16000029 »                                    | Inscrit                                           | 2004                                              | Château de Cellettes                                  |
| Fours à chaux d'Échoisy                               | Cellettes                   | Échoisy                                                    | 45° 52′ 44″ nord, 0° 07′ 56″ est                  | « PA00132803 »                                    | Inscrit                                           | 1994                                              | Fours à chaux d'Échoisy                               |
| Église Notre-Dame de Chabrac                          | Chabrac                     | Le Bourg                                                   | 45° 55′ 56″ nord, 0° 44′ 19″ est                  | « PA00104269 »                                    | Inscrit                                           | 1965                                              | Église Notre-Dame de Chabrac                          |
| Église Saint-Saturnin de Chadurie                     | Chadurie                    |                                                            | 45° 29′ 43″ nord, 0° 08′ 16″ est                  | « PA00104270 »                                    | Inscrit                                           | 1925                                              | Église Saint-Saturnin de Chadurie                     |
| Logis de Puygâty                                      | Chadurie                    |                                                            | 45° 31′ 27″ nord, 0° 08′ 46″ est                  | « PA00104271 »                                    | Inscrit                                           | 1987                                              | Logis de Puygâty                                      |
| Château de Chalais                                    | Chalais                     |                                                            | 45° 16′ 24″ nord, 0° 02′ 16″ est                  | « PA00104272 »                                    | Inscrit Classé                                    | 2002 2003                                         | Château de Chalais                                    |
| Cloître de Chalais                                    | Chalais                     |                                                            | 45° 16′ 29″ nord, 0° 02′ 17″ est                  | « PA00104564 »                                    | Inscrit                                           | 1991                                              | Cloître de Chalais                                    |
| Église Saint-Martial de Chalais                       | Chalais                     |                                                            | 45° 16′ 29″ nord, 0° 02′ 16″ est                  | « PA00104273 »                                    | Classé                                            | 1902                                              | Église Saint-Martial de Chalais                       |
| Église Saint-Sulpice de Challignac                    | Challignac                  |                                                            | 45° 24′ 59″ nord, 0° 04′ 47″ ouest                | « PA00104274 »                                    | Inscrit                                           | 1948                                              | Église Saint-Sulpice de Challignac                    |
| Église Saint-Michel de Champagne-Mouton               | Champagne-Mouton            |                                                            | 45° 59′ 27″ nord, 0° 24′ 43″ est                  | « PA00104275 »                                    | Inscrit                                           | 1948                                              | Église Saint-Michel de Champagne-Mouton               |
| Église Saint-Christophe de Champagne-Vigny            | Champagne-Vigny             |                                                            | 45° 30′ 28″ nord, 0° 02′ 16″ est                  | « PA00104276 »                                    | Classé                                            | 1990                                              | Église Saint-Christophe de Champagne-Vigny            |
| Logis du Maine-Giraud                                 | Champagne-Vigny             |                                                            | 45° 29′ 49″ nord, 0° 01′ 45″ est                  | « PA00104277 »                                    | Inscrit                                           | 1967                                              | Logis du Maine-Giraud                                 |
| Château de la Grande Chapelle                         | Champmillon                 |                                                            | 45° 38′ 51″ nord, 0° 00′ 59″ est                  | « PA00104278 »                                    | Inscrit                                           | 1976                                              | Château de la Grande Chapelle                         |
| Église Saint-Vincent de Champmillon                   | Champmillon                 |                                                            | 45° 38′ 21″ nord, 0° 00′ 02″ ouest                | « PA00104279 »                                    | Classé                                            | 1904                                              | Église Saint-Vincent de Champmillon                   |
| Église Sainte-Eulalie de Champniers                   | Champniers                  |                                                            | 45° 42′ 55″ nord, 0° 12′ 19″ est                  | « PA00104280 »                                    | Classé                                            | 1913                                              | Église Sainte-Eulalie de Champniers                   |
| Croix de cimetière de Chantillac                      | Chantillac                  |                                                            | 45° 19′ 22″ nord, 0° 15′ 27″ ouest                | « PA00104281 »                                    | Classé                                            | 1990                                              | Croix de cimetière de Chantillac                      |
| Église Notre-Dame de Charmant                         | Charmant                    |                                                            | 45° 29′ 47″ nord, 0° 11′ 02″ est                  | « PA00104282 »                                    | Classé                                            | 1846                                              | Église Notre-Dame de Charmant                         |
| Château de Charmant                                   | Charmant                    |                                                            | 45° 29′ 47″ nord, 0° 11′ 02″ est                  | « PA00104283 »                                    | Classé                                            | 1925                                              | Château de Charmant                                   |
| Abbaye Notre-Dame de Grosbot                          | Charras                     | Grosbot                                                    | 45° 33′ 08″ nord, 0° 23′ 51″ est                  | « PA00104557 »                                    | Inscrit Classé                                    | 1992 1993                                         | Abbaye Notre-Dame de Grosbot                          |
| Château de Charras                                    | Charras                     |                                                            | 45° 32′ 35″ nord, 0° 24′ 59″ est                  | « PA00104585 »                                    | Inscrit                                           | 1992                                              | Château de Charras                                    |
| Église Saint-Vivien de Charras                        | Charras                     |                                                            | 45° 32′ 34″ nord, 0° 24′ 59″ est                  | « PA00104284 »                                    | Classé                                            | 1907                                              | Église Saint-Vivien de Charras                        |
| Amphithéâtre de Chassenon                             | Chassenon                   |                                                            | 45° 50′ 56″ nord, 0° 46′ 03″ est                  | « PA00104285 »                                    | Classé                                            | 1936                                              | Amphithéâtre de Chassenon                             |
| Église Saint-Jean Baptiste de Chassenon               | Chassenon                   |                                                            | 45° 51′ 07″ nord, 0° 45′ 55″ est                  | « PA16000060 »                                    | Inscrit                                           | 2018                                              | Église Saint-Jean Baptiste de Chassenon               |
| Cassinomagus                                          | Chassenon                   |                                                            | 45° 50′ 55″ nord, 0° 46′ 14″ est                  | « PA00104286 »                                    | Classé Inscrit                                    | 1987                                              | Cassinomagus                                          |
| Villa gallo-romaine de Cassinomagus                   | Chassenon                   | La Cousine                                                 | 45° 50′ 55″ nord, 0° 46′ 14″ est                  | « PA00104287 »                                    | Classé                                            | 1959                                              | Villa gallo-romaine de Cassinomagus                   |
| Château de Montjourdain                               | Chassors                    |                                                            | 45° 41′ 51″ nord, 0° 11′ 45″ ouest                | « PA00104288 »                                    | Inscrit                                           | 1968                                              | Château de Montjourdain                               |
| Église Saint-Pierre de Châteauneuf-sur-Charente       | Châteauneuf-sur-Charente    |                                                            | 45° 35′ 55″ nord, 0° 03′ 31″ ouest                | « PA00104289 »                                    | Classé                                            | 1862                                              | Église Saint-Pierre de Châteauneuf-sur-Charente       |
| Église Saint-Surin (Châteauneuf-sur-Charente)         | Châteauneuf-sur-Charente    | Saint-Surin                                                | 45° 36′ 13″ nord, 0° 02′ 26″ ouest                | « PA00104290 »                                    | Inscrit                                           | 1925                                              | Église Saint-Surin (Châteauneuf-sur-Charente)         |
| Ossuaire de Châteauneuf-sur-Charente                  | Châteauneuf-sur-Charente    | Ancien cimetière                                           | 45° 35′ 53″ nord, 0° 03′ 31″ ouest                | « PA00104291 »                                    | Classé                                            | 1990                                              | Ossuaire de Châteauneuf-sur-Charente                  |
| Logis de Chênard                                      | Chavenat                    |                                                            | 45° 26′ 36″ nord, 0° 11′ 18″ est                  | « PA00104583 »                                    | Inscrit                                           | 1992                                              | Logis de Chênard                                      |
| Église Saint-Cybard de Chavenat                       | Chavenat                    |                                                            | 45° 27′ 21″ nord, 0° 10′ 09″ est                  | « PA16000004 »                                    | Inscrit                                           | 1996 1997                                         | Église Saint-Cybard de Chavenat                       |
| Église Saint-Paul de Chazelles                        | Chazelles                   |                                                            | 45° 38′ 46″ nord, 0° 21′ 57″ est                  | « PA00104292 »                                    | Classé                                            | 1977                                              | Église Saint-Paul de Chazelles                        |
| Château de Chenon                                     | Chenon                      |                                                            | 45° 56′ 58″ nord, 0° 14′ 46″ est                  | « PA00104293 »                                    | Inscrit                                           | 1987                                              | Château de Chenon                                     |
| Dolmen de la Pierre Folle                             | Chenommet                   |                                                            | 45° 55′ 48″ nord, 0° 15′ 44″ est                  | « PA16000050 »                                    | Inscrit                                           | 2012                                              | Dolmen de la Pierre Folle                             |
| Église Saint-André de Cherves                         | Cherves-Châtelars           |                                                            | 45° 48′ 39″ nord, 0° 32′ 50″ est                  | « PA00104294 »                                    | Inscrit                                           | 1930                                              | Église Saint-André de Cherves                         |
| Prieuré du Châtelars                                  | Cherves-Châtelars           | Le Châtelars                                               | 45° 49′ 34″ nord, 0° 31′ 15″ est                  | « PA00104295 »                                    | Classé                                            | 1923                                              | Prieuré du Châtelars                                  |
| Château Chesnel                                       | Cherves-Richemont           |                                                            | 45° 45′ 07″ nord, 0° 22′ 08″ ouest                | « PA00104296 »                                    | Inscrit                                           | 1965                                              | Château Chesnel                                       |
| Croix de Cherves-Richemont                            | Cherves-Richemont           | Place de l'Église                                          | 45° 44′ 37″ nord, 0° 21′ 11″ ouest                | « PA00104297 »                                    | Inscrit                                           | 1932                                              | Croix de Cherves-Richemont                            |
| Église Saint-Georges de Richemont                     | Cherves-Richemont           |                                                            | 45° 43′ 07″ nord, 0° 21′ 35″ ouest                | « PA00104298 »                                    | Classé                                            | 1907                                              | Église Saint-Georges de Richemont                     |
| Église Saint-Vivien de Cherves-Richemont              | Cherves-Richemont           |                                                            | 45° 44′ 37″ nord, 0° 21′ 11″ ouest                | « PA00104299 »                                    | Classé                                            | 1988                                              | Église Saint-Vivien de Cherves-Richemont              |
| Logis de Boussac                                      | Cherves-Richemont           |                                                            | 45° 43′ 39″ nord, 0° 21′ 17″ ouest                | « PA00104300 »                                    | Inscrit                                           | 1987                                              | Logis de Boussac                                      |
| Logis de Saint-Rémy                                   | Cherves-Richemont           |                                                            | 45° 42′ 52″ nord, 0° 22′ 36″ ouest                | « PA00104301 »                                    | Inscrit                                           | 1979                                              | Logis de Saint-Rémy                                   |
| Château de Chillac                                    | Chillac                     |                                                            | 45° 21′ 53″ nord, 0° 04′ 52″ ouest                | « PA00104302 »                                    | Inscrit                                           | 1961                                              | Château de Chillac                                    |
| Église Saint-Sulpice de Chillac                       | Chillac                     |                                                            | 45° 21′ 53″ nord, 0° 04′ 53″ ouest                | « PA00104303 »                                    | Inscrit                                           | 1961                                              | Église Saint-Sulpice de Chillac                       |
| Chapelle du cimetière de Chirac                       | Chirac                      |                                                            | 45° 54′ 57″ nord, 0° 39′ 16″ est                  | « PA00104304 »                                    | Classé                                            | 1977                                              | Chapelle du cimetière de Chirac                       |
| Église Saint-Christophe de Claix                      | Claix                       |                                                            | 45° 32′ 56″ nord, 0° 03′ 17″ est                  | « PA00104305 »                                    | Classé                                            | 1920                                              | Église Saint-Christophe de Claix                      |
|                                                       | Cognac                      | Voir Liste des monuments historiques de Cognac             | Voir Liste des monuments historiques de Cognac    | Voir Liste des monuments historiques de Cognac    | Voir Liste des monuments historiques de Cognac    | Voir Liste des monuments historiques de Cognac    | Voir Liste des monuments historiques de Cognac        |
| Prieuré de Rauzet                                     | Combiers                    | Rozet                                                      | 45° 30′ 41″ nord, 0° 23′ 39″ est                  | « PA00104324 »                                    | Inscrit Classé                                    | 1987 1992                                         | Prieuré de Rauzet                                     |
| Église Saint-Marien de Condéon                        | Condéon                     |                                                            | 45° 24′ 28″ nord, 0° 08′ 16″ ouest                | « PA00104325 »                                    | Classé                                            | 1913                                              | Église Saint-Marien de Condéon                        |
|                                                       | Confolens                   | Voir Liste des monuments historiques de Confolens          | Voir Liste des monuments historiques de Confolens | Voir Liste des monuments historiques de Confolens | Voir Liste des monuments historiques de Confolens | Voir Liste des monuments historiques de Confolens | Voir Liste des monuments historiques de Confolens     |
| Église Saint-Jean-Baptiste de Coulgens                | Coulgens                    |                                                            | 45° 48′ 48″ nord, 0° 17′ 09″ est                  | « PA00104341 »                                    | Classé                                            | 1955                                              | Église Saint-Jean-Baptiste de Coulgens                |
| Logis de Sigogne                                      | Coulgens                    |                                                            | 45° 49′ 29″ nord, 0° 16′ 05″ est                  | « PA00104342 »                                    | Inscrit                                           | 1986                                              | Logis de Sigogne                                      |
| Chapelle du cimetière de Courcôme                     | Courcôme                    |                                                            | 45° 59′ 06″ nord, 0° 07′ 51″ est                  | « PA00104343 »                                    | Inscrit                                           | 1979                                              | Chapelle du cimetière de Courcôme                     |
| Dolmens de Magnez                                     | Courcôme                    | La Vieille Garenne                                         | 45° 58′ 44″ nord, 0° 06′ 19″ est                  | « PA00104344 »                                    | Classé                                            | 1930                                              | Dolmens de Magnez                                     |
| Église Notre-Dame de Courcôme                         | Courcôme                    |                                                            | 45° 59′ 09″ nord, 0° 08′ 00″ est                  | « PA00104345 »                                    | Classé                                            | 1881                                              | Église Notre-Dame de Courcôme                         |
| Église Saint-Étienne de Courgeac                      | Courgeac                    |                                                            | 45° 23′ 40″ nord, 0° 05′ 07″ est                  | « PA00104346 »                                    | Inscrit                                           | 2009                                              | Église Saint-Étienne de Courgeac                      |
| Abbaye Notre-Dame de La Couronne                      | La Couronne                 |                                                            | 45° 36′ 46″ nord, 0° 06′ 09″ est                  | « PA00104347 »                                    | Classé Inscrit Classé                             | 1904 1928 1999 2001                               | Abbaye Notre-Dame de La Couronne                      |
| Château de l'Oisellerie                               | La Couronne                 |                                                            | 45° 37′ 30″ nord, 0° 06′ 15″ est                  | « PA00104348 »                                    | Classé Inscrit                                    | 1911 1992                                         | Château de l'Oisellerie                               |
| Église Saint-Jean-Baptiste de La Couronne             | La Couronne                 |                                                            | 45° 36′ 47″ nord, 0° 06′ 08″ est                  | « PA00104349 »                                    | Classé                                            | 1903                                              | Église Saint-Jean-Baptiste de La Couronne             |
| Maison Lacroix (La Couronne)                          | La Couronne                 | 131, route de Breuty, Cothiers                             | 45° 37′ 05″ nord, 0° 07′ 36″ est                  | « PA16000054 »                                    | Inscrit                                           | 2013                                              | Image manquante Téléverser                            |
| Moulin de la Courade                                  | La Couronne                 | La Courade                                                 | 45° 35′ 24″ nord, 0° 05′ 30″ est                  | « PA16000042 »                                    | Inscrit                                           | 2009                                              | Moulin de la Courade                                  |
| Église Saint-Hilaire de Couture                       | Couture                     |                                                            | 45° 55′ 48″ nord, 0° 17′ 08″ est                  | « PA00104350 »                                    | Inscrit                                           | 1925                                              | Église Saint-Hilaire de Couture                       |
| Commanderie de Cressac                                | Cressac-Saint-Genis         | Le Temple                                                  | 45° 27′ 38″ nord, 0° 01′ 12″ est                  | « PA00104351 »                                    | Classé                                            | 1914                                              | Commanderie de Cressac                                |
| Église de Criteuil-la-Magdeleine                      | Criteuil-la-Magdeleine      |                                                            | 45° 32′ 16″ nord, 0° 12′ 58″ ouest                | « PA00104352 »                                    | Inscrit                                           | 1952                                              | Église de Criteuil-la-Magdeleine                      |
| Église Saint-Vincent de Curac                         | Curac                       |                                                            | 45° 17′ 42″ nord, 0° 01′ 39″ est                  | « PA00125674 »                                    | Inscrit                                           | 1993                                              | Église Saint-Vincent de Curac                         |
| Château de la Faye                                    | Deviat                      |                                                            | 45° 24′ 41″ nord, 0° 01′ 05″ est                  | « PA00104584 »                                    | Inscrit                                           | 1992                                              | Château de la Faye                                    |
| Château du Pouyaud                                    | Dignac                      |                                                            | 45° 33′ 15″ nord, 0° 16′ 00″ est                  | « PA00104353 »                                    | Inscrit                                           | 1966                                              | Château du Pouyaud                                    |
| Église Saint-Cybard de Dignac                         | Dignac                      |                                                            | 45° 33′ 25″ nord, 0° 16′ 44″ est                  | « PA00104355 »                                    | Classé                                            | 1980                                              | Église Saint-Cybard de Dignac                         |
| Tour du Breuil                                        | Dignac                      |                                                            | 45° 33′ 42″ nord, 0° 17′ 27″ est                  | « PA00104354 »                                    | Inscrit                                           | 1964                                              | Tour du Breuil                                        |
| Église Saint-Martial de Dirac                         | Dirac                       |                                                            | 45° 36′ 20″ nord, 0° 14′ 56″ est                  | « PA00104356 »                                    | Classé                                            | 1913                                              | Église Saint-Martial de Dirac                         |
| Église Saint-Maurice d'Échallat                       | Échallat                    |                                                            | 45° 43′ 24″ nord, 0° 02′ 27″ ouest                | « PA00104357 »                                    | Inscrit                                           | 1986                                              | Église Saint-Maurice d'Échallat                       |
| Château de la Rochebeaucourt                          | Édon                        |                                                            | 45° 29′ 13″ nord, 0° 22′ 33″ est                  | « PA00104558 »                                    | Inscrit                                           | 1990                                              | Château de la Rochebeaucourt                          |
| Église Saint-Pierre d'Édon                            | Édon                        |                                                            | 45° 29′ 18″ nord, 0° 21′ 19″ est                  | « PA00104358 »                                    | Inscrit                                           | 1965                                              | Église Saint-Pierre d'Édon                            |
| Nécropole d'Édon                                      | Édon                        |                                                            | 45° 30′ 06″ nord, 0° 21′ 14″ est                  | « PA00104553 »                                    | Inscrit                                           | 1989                                              | Nécropole d'Édon                                      |
| Église Saint-Maixent d'Empuré                         | Empuré                      |                                                            | 46° 01′ 20″ nord, 0° 03′ 06″ est                  | « PA00104379 »                                    | Classé                                            | 1914                                              | Église Saint-Maixent d'Empuré                         |
| Église Saint-Hilaire d'Épenède                        | Épenède                     | Le Bourg                                                   | 46° 03′ 49″ nord, 0° 32′ 10″ est                  | « PA00104360 »                                    | Inscrit                                           | 1965                                              | Église Saint-Hilaire d'Épenède                        |
| Église Saint-Pierre d'Éraville                        | Éraville                    | La Métairie                                                | 45° 34′ 28″ nord, 0° 05′ 06″ ouest                | « PA00104361 »                                    | Inscrit                                           | 1965                                              | Église Saint-Pierre d'Éraville                        |
| Château de Villevert                                  | Esse                        |                                                            | 46° 01′ 22″ nord, 0° 41′ 29″ est                  | « PA00104362 »                                    | Inscrit                                           | 1988                                              | Château de Villevert                                  |
| Église Saint-Étienne d'Esse                           | Esse                        |                                                            | 46° 01′ 55″ nord, 0° 43′ 17″ est                  | « PA00104363 »                                    | Inscrit                                           | 1972                                              | Église Saint-Étienne d'Esse                           |
| Château de Rochebrune                                 | Étagnac                     |                                                            | 45° 53′ 48″ nord, 0° 47′ 14″ est                  | « PA00104364 »                                    | Inscrit                                           | 1959                                              | Château de Rochebrune                                 |
| Prieuré d'Étricor                                     | Étagnac                     | Étricor                                                    | 45° 52′ 09″ nord, 0° 47′ 50″ est                  | « PA00104365 »                                    | Inscrit                                           | 1987                                              | Prieuré d'Étricor                                     |
| Église Saint-Germain d'Étriac                         | Étriac                      | Le Bourg                                                   | 45° 31′ 41″ nord, 0° 01′ 30″ ouest                | « PA00104366 »                                    | Inscrit                                           | 1965                                              | Église Saint-Germain d'Étriac                         |
| Château de la Chétardie                               | Exideuil-sur-Vienne         |                                                            | 45° 53′ 01″ nord, 0° 40′ 10″ est                  | « PA00104367 »                                    | Inscrit                                           | 1973                                              | Château de la Chétardie                               |
| Église Saint-André d'Exideuil-sur-Vienne              | Exideuil-sur-Vienne         |                                                            | 45° 53′ 12″ nord, 0° 40′ 25″ est                  | « PA00104368 »                                    | Classé                                            | 1964                                              | Église Saint-André d'Exideuil-sur-Vienne              |
| Église Saint-Pierre de Feuillade                      | Feuillade                   |                                                            | 45° 36′ 26″ nord, 0° 28′ 18″ est                  | « PA00104369 »                                    | Classé                                            | 1907                                              | Église Saint-Pierre de Feuillade                      |
| Église Notre-Dame de Fléac                            | Fléac                       |                                                            | 45° 39′ 56″ nord, 0° 05′ 51″ est                  | « PA00104370 »                                    | Classé                                            | 1912                                              | Église Notre-Dame de Fléac                            |
| Dolmens des Pérottes                                  | Fontenille                  |                                                            | 45° 54′ 45″ nord, 0° 08′ 36″ est                  | « PA00104371 »                                    | Classé                                            | 1900                                              | Dolmens des Pérottes                                  |
| Motte de la Jacquille                                 | Fontenille                  | La Motte de la Jacquille                                   | 45° 54′ 27″ nord, 0° 10′ 05″ est                  | « PA00104575 »                                    | Classé                                            | 2015                                              | Motte de la Jacquille                                 |
| Logis de Tessé                                        | La Forêt-de-Tessé           |                                                            | 46° 04′ 16″ nord, 0° 04′ 46″ est                  | « PA00132804 »                                    | Inscrit                                           | 1994                                              | Logis de Tessé                                        |
| Église Notre-Dame de l'Houme                          | Fouquebrune                 | L'Houme                                                    | 45° 32′ 28″ nord, 0° 11′ 15″ est                  | « PA00104372 »                                    | Inscrit                                           | 1926                                              | Église Notre-Dame de l'Houme                          |
| Château de la Tranchade                               | Garat                       |                                                            | 45° 37′ 08″ nord, 0° 14′ 26″ est                  | « PA00104373 »                                    | Classé                                            | 1970                                              | Château de la Tranchade                               |
| Église Saint-Pierre-aux-Liens de Garat                | Garat                       |                                                            | 45° 37′ 35″ nord, 0° 15′ 50″ est                  | « PA00104374 »                                    | Inscrit                                           | 1926                                              | Église Saint-Pierre-aux-Liens de Garat                |
| Église Notre-Dame de Gardes                           | Magnac-lès-Gardes           |                                                            | 45° 29′ 51″ nord, 0° 19′ 29″ est                  | « PA00104375 »                                    | Classé                                            | 1943                                              | Église Notre-Dame de Gardes                           |
| La Quina                                              | Magnac-lès-Gardes           | Les Champs-de-la-Pierre-Ronde                              | 45° 30′ 26″ nord, 0° 17′ 34″ est                  | « PA00104376 »                                    | Classé                                            | 1984                                              | La Quina                                              |
| Église Saint-Pierre-des-Martyrs de Genac              | Genac                       |                                                            | 45° 47′ 56″ nord, 0° 01′ 36″ est                  | « PA00104377 »                                    | Classé                                            | 1980                                              | Église Saint-Pierre-des-Martyrs de Genac              |
| Église Saint-Martin de Gensac-la-Pallue               | Gensac-la-Pallue            |                                                            | 45° 39′ 08″ nord, 0° 15′ 03″ ouest                | « PA00104378 »                                    | Classé                                            | 1862                                              | Église Saint-Martin de Gensac-la-Pallue               |
| Logis de l'Éclopart                                   | Gensac-la-Pallue            |                                                            | 45° 38′ 57″ nord, 0° 16′ 22″ ouest                | « PA00104359 »                                    | Inscrit                                           | 1986                                              | Logis de l'Éclopart                                   |
| Église Saint-Médard de Genté                          | Genté                       |                                                            | 45° 37′ 39″ nord, 0° 18′ 49″ ouest                | « PA00104380 »                                    | Inscrit                                           | 1984                                              | Église Saint-Médard de Genté                          |
| Église Saint-Jean-Baptiste du Grand-Madieu            | Le Grand-Madieu             | Au bourg                                                   | 45° 56′ 28″ nord, 0° 26′ 42″ est                  | « PA00104381 »                                    | Inscrit                                           | 1973                                              | Église Saint-Jean-Baptiste du Grand-Madieu            |
| Viaduc de la Sonnette                                 | Le Grand-Madieu             |                                                            | 45° 55′ 17″ nord, 0° 27′ 17″ est                  | « PA16000031 »                                    | Inscrit                                           | 2004                                              | Viaduc de la Sonnette                                 |
| Château de la Bréchinie                               | Grassac                     |                                                            | 45° 34′ 29″ nord, 0° 24′ 58″ est                  | « PA00125676 »                                    | Inscrit                                           | 1993                                              | Château de la Bréchinie                               |
| Église Saint-Jean-Baptiste de Grassac                 | Grassac                     |                                                            | 45° 35′ 10″ nord, 0° 24′ 08″ est                  | « PA00125675 »                                    | Inscrit                                           | 1993                                              | Église Saint-Jean-Baptiste de Grassac                 |
| Église Saint-Martin de Graves-Saint-Amant             | Graves-Saint-Amant          |                                                            | 45° 38′ 41″ nord, 0° 05′ 39″ ouest                | « PA00104382 »                                    | Classé                                            | 1986                                              | Église Saint-Martin de Graves-Saint-Amant             |
| Chapelle monolithe Saint-Georges de Gurat             | Gurat                       | Au pied et au sud de l'église                              | 45° 25′ 46″ nord, 0° 16′ 13″ est                  | « PA00104383 »                                    | Classé                                            | 2015                                              | Chapelle monolithe Saint-Georges de Gurat             |
| Église Saint-Thomas d'Hiersac                         | Hiersac                     |                                                            | 45° 40′ 02″ nord, 0° 00′ 17″ est                  | « PA00104384 »                                    | Inscrit                                           | 1941                                              | Église Saint-Thomas d'Hiersac                         |
| Château des Chabannes                                 | Jarnac                      | 76 rue des Chabannes                                       | 45° 40′ 40″ nord, 0° 09′ 44″ ouest                | « PA16000027 »                                    | Inscrit                                           | 2003                                              | Château des Chabannes                                 |
| Château Saint-Martial                                 | Jarnac                      | 56 rue des Chabannes                                       | 45° 40′ 43″ nord, 0° 10′ 08″ ouest                | « PA16000057 »                                    | Inscrit                                           | 2014                                              | Château Saint-Martial                                 |
| Église Saint-Pierre de Jarnac                         | Jarnac                      |                                                            | 45° 40′ 49″ nord, 0° 10′ 38″ ouest                | « PA00104385 »                                    | Classé Inscrit                                    | 1945 1992                                         | Église Saint-Pierre de Jarnac                         |
| Logis de Nanclas                                      | Jarnac                      |                                                            | 45° 41′ 21″ nord, 0° 11′ 22″ ouest                | « PA00104386 »                                    | Inscrit                                           | 1985                                              | Logis de Nanclas                                      |
| Maison natale de François Mitterrand                  | Jarnac                      | 20bis, 22 rue Abel Guy                                     | 45° 40′ 53″ nord, 0° 10′ 47″ ouest                | « PA16000035 »                                    | Inscrit                                           | 2006                                              | Maison natale de François Mitterrand                  |
| Temple protestant de Jarnac                           | Jarnac                      | 18, rue Abel Guy                                           | 45° 40′ 53″ nord, 0° 10′ 46″ ouest                | « PA16000013 »                                    | Inscrit                                           | 1998                                              | Temple protestant de Jarnac                           |
| Château de Beauregard                                 | Juillac-le-Coq              |                                                            | 45° 35′ 20″ nord, 0° 15′ 01″ ouest                | « PA00104387 »                                    | Inscrit                                           | 1988                                              | Château de Beauregard                                 |
| Église Saint-Martin de Juillac-le-Coq                 | Juillac-le-Coq              |                                                            | 45° 35′ 24″ nord, 0° 15′ 39″ ouest                | « PA00104565 »                                    | Inscrit                                           | 1991                                              | Église Saint-Martin de Juillac-le-Coq                 |
| Église Saint-Médard de Ladiville                      | Ladiville                   |                                                            | 45° 30′ 53″ nord, 0° 03′ 55″ ouest                | « PA00104388 »                                    | Inscrit                                           | 1952                                              | Église Saint-Médard de Ladiville                      |
| Église Saint-Pierre de Lagarde-sur-le-Né              | Lagarde-sur-le-Né           |                                                            | 45° 30′ 51″ nord, 0° 12′ 06″ ouest                | « PA00104581 »                                    | Inscrit                                           | 1992                                              | Église Saint-Pierre de Lagarde-sur-le-Né              |
| Dolmen de la Madeleine                                | Lessac                      |                                                            | 46° 02′ 42″ nord, 0° 40′ 52″ est                  | « PA00104389 »                                    | Classé                                            | 1900                                              | Dolmen de la Madeleine                                |
| Abbaye de Lesterps                                    | Lesterps                    |                                                            | 46° 00′ 37″ nord, 0° 46′ 50″ est                  | « PA00104390 »                                    | Classé                                            | 1862                                              | Abbaye de Lesterps                                    |
| Église Saint-Pierre de Lesterps                       | Lesterps                    |                                                            | 46° 00′ 37″ nord, 0° 46′ 51″ est                  | « PA00104390 »                                    | Classé                                            | 1862                                              | Église Saint-Pierre de Lesterps                       |
| Église Saint-Denis de Lichères                        | Lichères                    |                                                            | 45° 54′ 09″ nord, 0° 13′ 44″ est                  | « PA00104391 »                                    | Classé                                            | 1903                                              | Église Saint-Denis de Lichères                        |
| Croix hosannière de Ligné                             | Ligné                       | Cimetière                                                  | 45° 55′ 20″ nord, 0° 06′ 37″ est                  | « PA00104392 »                                    | Inscrit                                           | 1973                                              | Croix hosannière de Ligné                             |
| Château de Lignières                                  | Lignières-Sonneville        |                                                            | 45° 33′ 29″ nord, 0° 10′ 57″ ouest                | « PA00104393 »                                    | Inscrit Classé                                    | 1973 1977                                         | Château de Lignières                                  |
| Église Notre-Dame de Lignières (Lignières-Sonneville) | Lignières-Sonneville        |                                                            | 45° 33′ 33″ nord, 0° 10′ 55″ ouest                | « PA00104394 »                                    | Classé                                            | 1973                                              | Église Notre-Dame de Lignières (Lignières-Sonneville) |
| Chapelle de Saint-Palais-des-Combes                   | Lignières-Sonneville        | Saint-Palais                                               | 45° 34′ 23″ nord, 0° 12′ 33″ ouest                | « PA00104396 »                                    | Inscrit                                           | 1973                                              | Chapelle de Saint-Palais-des-Combes                   |
| Église Saint-Pierre de Sonneville                     | Lignières-Sonneville        |                                                            | 45° 34′ 33″ nord, 0° 11′ 08″ ouest                | « PA00104395 »                                    | Inscrit                                           | 1973                                              | Église Saint-Pierre de Sonneville                     |
| Logis de chez Ballet                                  | Lignières-Sonneville        | Chez Ballet                                                | 45° 34′ 55″ nord, 0° 11′ 07″ ouest                | « PA00104397 »                                    | Inscrit                                           | 1973                                              | Logis de chez Ballet                                  |
| Église Saint-Pierre de Linars                         | Linars                      |                                                            | 45° 39′ 28″ nord, 0° 05′ 08″ est                  | « PA00104398 »                                    | Classé                                            | 1913                                              | Église Saint-Pierre de Linars                         |
| Ancienne église Saint-Pierre du Lindois               | Le Lindois                  |                                                            | 45° 44′ 45″ nord, 0° 35′ 28″ est                  | « PA00104399 »                                    | Classé                                            | 1928                                              | Ancienne église Saint-Pierre du Lindois               |
| Logis de Cherconnay                                   | Longré                      | Le Vivier                                                  | 45° 59′ 14″ nord, 0° 01′ 24″ ouest                | « PA00104561 »                                    | Inscrit                                           | 1991                                              | Logis de Cherconnay                                   |
| Église Saint-André de Louzac-Saint-André              | Louzac-Saint-André          |                                                            | 45° 44′ 03″ nord, 0° 23′ 57″ ouest                | « PA00104566 »                                    | Inscrit                                           | 1991 2012                                         | Église Saint-André de Louzac-Saint-André              |
| Église Saint-Martin de Louzac                         | Louzac-Saint-André          |                                                            | 45° 42′ 50″ nord, 0° 24′ 46″ ouest                | « PA00104567 »                                    | Inscrit                                           | 1991 2012                                         | Église Saint-Martin de Louzac                         |
| Dolmen de la Folatière                                | Luxé                        |                                                            | 45° 54′ 04″ nord, 0° 09′ 03″ est                  | « PA00104400 »                                    | Classé                                            | 1957                                              | Image manquante Téléverser                            |
| Dolmen de la Maison de la Vieille                     | Luxé                        |                                                            | 45° 54′ 35″ nord, 0° 08′ 25″ est                  | « PA00104401 »                                    | Inscrit                                           | 1956                                              | Dolmen de la Maison de la Vieille                     |
| Motte de la Garde                                     | Luxé                        |                                                            | 45° 54′ 28″ nord, 0° 08′ 13″ est                  | « PA00104402 »                                    | Classé                                            | 1889                                              | Motte de la Garde                                     |
| Tumulus de la Folatière                               | Luxé                        |                                                            | 45° 54′ 02″ nord, 0° 08′ 58″ est                  | « PA00104403 »                                    | Classé                                            | 1957                                              | Image manquante Téléverser                            |
| Église Sainte-Madeleine de La Magdeleine              | La Magdeleine               |                                                            | 46° 03′ 06″ nord, 0° 04′ 27″ est                  | « PA00104404 »                                    | Classé                                            | 1974                                              | Église Sainte-Madeleine de La Magdeleine              |
| Château de la Mercerie                                | Magnac-lès-Gardes           |                                                            | 45° 30′ 06″ nord, 0° 14′ 30″ est                  | « PA00104405 »                                    | Inscrit                                           | 2012                                              | Château de la Mercerie                                |
| Église Saint-Étienne de Magnac-Lavalette              | Magnac-lès-Gardes           |                                                            | 45° 30′ 00″ nord, 0° 15′ 10″ est                  | « PA00104406 »                                    | Inscrit                                           | 1926                                              | Église Saint-Étienne de Magnac-Lavalette              |
| Église Saint-Cybard de Magnac-sur-Touvre              | Magnac-sur-Touvre           |                                                            | 45° 39′ 54″ nord, 0° 14′ 22″ est                  | « PA00104407 »                                    | Classé                                            | 1907                                              | Église Saint-Cybard de Magnac-sur-Touvre              |
| Commanderie de Boixe                                  | Maine-de-Boixe              | Le Courreau                                                | 45° 50′ 32″ nord, 0° 10′ 36″ est                  | « PA16000055 »                                    | Inscrit                                           | 2013                                              | Commanderie de Boixe                                  |
| Église Saint-Médard de Mainfonds                      | Mainfonds                   |                                                            | 45° 31′ 04″ nord, 0° 01′ 10″ est                  | « PA00104408 »                                    | Inscrit                                           | 1926                                              | Église Saint-Médard de Mainfonds                      |
| Église Saint-Saturnin de Malaville                    | Malaville                   |                                                            | 45° 33′ 29″ nord, 0° 05′ 50″ ouest                | « PA00104409 »                                    | Inscrit                                           | 1925                                              | Église Saint-Saturnin de Malaville                    |
| Église Saint-Martial de Manot                         | Manot                       |                                                            | 45° 56′ 34″ nord, 0° 38′ 17″ est                  | « PA00104410 »                                    | Inscrit                                           | 1985                                              | Église Saint-Martial de Manot                         |
| Prieuré Notre-Dame de Lanville                        | Marcillac-Lanville          |                                                            | 45° 51′ 20″ nord, 0° 00′ 46″ est                  | « PA00104411 »                                    | Classé Inscrit                                    | 1942 1991                                         | Prieuré Notre-Dame de Lanville                        |
| Église Saint-Didier de Marillac-le-Franc              | Marillac-le-Franc           |                                                            | 45° 44′ 09″ nord, 0° 25′ 45″ est                  | « PA00104412 »                                    | Inscrit                                           | 1925                                              | Église Saint-Didier de Marillac-le-Franc              |
| Église Saint-Gervais-Saint-Protais de Marsac          | Marsac                      |                                                            | 45° 44′ 28″ nord, 0° 04′ 43″ est                  | « PA00104413 »                                    | Inscrit                                           | 1934 1941                                         | Église Saint-Gervais-Saint-Protais de Marsac          |
| Donjon de Marthon                                     | Marthon                     |                                                            | 45° 36′ 45″ nord, 0° 26′ 44″ est                  | « PA00104416 »                                    | Inscrit                                           | 1928                                              | Donjon de Marthon                                     |
| Église Saint-Martin de Marthon                        | Marthon                     |                                                            | 45° 36′ 50″ nord, 0° 26′ 34″ est                  | « PA00104414 »                                    | Inscrit                                           | 1925                                              | Église Saint-Martin de Marthon                        |
| Prieuré Saint-Sylvestre de Saint-Sauveur              | Marthon                     | Saint-Sauveur                                              | 45° 38′ 00″ nord, 0° 26′ 59″ est                  | « PA00104415 »                                    | Inscrit                                           | 1978                                              | Prieuré Saint-Sylvestre de Saint-Sauveur              |
| Dolmen de Tauzat                                      | Massignac                   | Pierre de Tauzat                                           | 45° 46′ 33″ nord, 0° 37′ 26″ est                  | « PA00104417 »                                    | Classé                                            | 1929                                              | Dolmen de Tauzat                                      |
| Église Saint-Laurent de Médillac                      | Médillac                    |                                                            | 45° 13′ 56″ nord, 0° 01′ 34″ est                  | « PA00104418 »                                    | Classé                                            | 1970                                              | Église Saint-Laurent de Médillac                      |
| Château de Villars-Marange                            | Mérignac                    | Villars                                                    | 45° 41′ 33″ nord, 0° 02′ 29″ ouest                | « PA16000037 »                                    | Inscrit                                           | 2007                                              | Château de Villars-Marange                            |
| Église Saint-Pierre de Mérignac                       | Mérignac                    |                                                            | 45° 41′ 57″ nord, 0° 04′ 46″ ouest                | « PA00104419 »                                    | Inscrit                                           | 1925                                              | Église Saint-Pierre de Mérignac                       |
| Abbaye de la Frenade                                  | Merpins                     | La Frenade                                                 | 45° 34′ 37″ nord, 0° 22′ 24″ ouest                | « PA00104420 »                                    | Classé                                            | 1987                                              | Abbaye de la Frenade                                  |
| Château de Merpins                                    | Merpins                     |                                                            | 45° 40′ 35″ nord, 0° 23′ 45″ ouest                | « PA00104421 »                                    | Inscrit                                           | 1973                                              | Château de Merpins                                    |
| Pont du Cocuron                                       | Merpins                     | Rue du Cocuron                                             | 45° 40′ 40″ nord, 0° 23′ 48″ ouest                | « PA16000026 »                                    | Inscrit                                           | 2003                                              | Pont du Cocuron                                       |
| Tumulus de la Motte à Poljeau                         | Les Métairies               | La Motte-à-Poljeau                                         | 45° 42′ 08″ nord, 0° 10′ 20″ ouest                | « PA00104422 »                                    | Classé                                            | 1930                                              | Tumulus de la Motte à Poljeau                         |
| Église de Mons                                        | Mons                        |                                                            | 45° 52′ 10″ nord, 0° 00′ 51″ ouest                | « PA00104423 »                                    | Inscrit                                           | 1941                                              | Église de Mons                                        |
| Château de Chabrot                                    | Montbron                    |                                                            | 45° 40′ 34″ nord, 0° 30′ 48″ est                  | « PA00104425 »                                    | Inscrit                                           | 1973                                              | Château de Chabrot                                    |
| Château de Ferrières                                  | Montbron                    |                                                            | 45° 40′ 35″ nord, 0° 30′ 40″ est                  | « PA00104426 »                                    | Inscrit                                           | 1973                                              | Château de Ferrières                                  |
| Château de Menet                                      | Montbron                    |                                                            | 45° 40′ 03″ nord, 0° 30′ 51″ est                  | « PA00104427 »                                    | Inscrit                                           | 1983                                              | Château de Menet                                      |
| Vieux château                                         | Montbron                    |                                                            | 45° 40′ 04″ nord, 0° 29′ 50″ est                  | « PA00104424 »                                    | Inscrit Classé                                    | 1985                                              | Vieux château                                         |
| Église Saint-Maurice de Montbron                      | Montbron                    |                                                            | 45° 40′ 10″ nord, 0° 30′ 11″ est                  | « PA00104428 »                                    | Classé                                            | 1862                                              | Église Saint-Maurice de Montbron                      |
| Grotte de Fontéchevade                                | Montbron                    |                                                            | 45° 40′ 42″ nord, 0° 28′ 44″ est                  | « PA00104429 »                                    | Classé                                            | 1933                                              | Grotte de Fontéchevade                                |
| Donjon de Montignac                                   | Montignac-Charente          |                                                            | 45° 47′ 03″ nord, 0° 07′ 24″ est                  | « PA00104430 »                                    | Inscrit                                           | 1962                                              | Donjon de Montignac                                   |
| Château de Montmoreau                                 | Montmoreau-Saint-Cybard     |                                                            | 45° 24′ 00″ nord, 0° 07′ 45″ est                  | « PA00104431 »                                    | Classé                                            | 1952                                              | Château de Montmoreau                                 |
| Église Saint-Denis de Montmoreau-Saint-Cybard         | Montmoreau-Saint-Cybard     |                                                            | 45° 23′ 54″ nord, 0° 07′ 52″ est                  | « PA00104432 »                                    | Classé                                            | 1846                                              | Église Saint-Denis de Montmoreau-Saint-Cybard         |
| Château d'Ardenne                                     | Moulidars                   |                                                            | 45° 39′ 46″ nord, 0° 02′ 17″ ouest                | « PA00104433 »                                    | Inscrit                                           | 1978                                              | Château d'Ardenne                                     |
| Église Saint-Hippolyte de Moulidars                   | Moulidars                   |                                                            | 45° 39′ 40″ nord, 0° 02′ 18″ ouest                | « PA00104434 »                                    | Classé Inscrit                                    | 1912 2019                                         | Église Saint-Hippolyte de Moulidars                   |
| Fort des Anglais                                      | Mouthiers-sur-Boëme         |                                                            | 45° 35′ 06″ nord, 0° 08′ 22″ est                  | « PA00104439 »                                    | Classé                                            | 1930                                              | Fort des Anglais                                      |
| La Chaire-à-Calvin                                    | Mouthiers-sur-Boëme         | La Rochandry                                               | 45° 33′ 19″ nord, 0° 06′ 57″ est                  | « PA00104435 »                                    | Classé                                            | 1986                                              | La Chaire-à-Calvin                                    |
| Château de la Foy                                     | Mouthiers-sur-Boëme         |                                                            | 45° 33′ 54″ nord, 0° 08′ 12″ est                  | « PA00104436 »                                    | Inscrit                                           | 1963                                              | Château de la Foy                                     |
| Croix de carrefour (Mouthiers-sur-Boëme)              | Mouthiers-sur-Boëme         | Gersac                                                     | 45° 32′ 54″ nord, 0° 06′ 19″ est                  | « PA00104437 »                                    | Inscrit                                           | 1926                                              | Croix de carrefour (Mouthiers-sur-Boëme)              |
| Église Saint-Hilaire de Mouthiers-sur-Boëme           | Mouthiers-sur-Boëme         |                                                            | 45° 33′ 18″ nord, 0° 07′ 27″ est                  | « PA00104438 »                                    | Classé                                            | 1862                                              | Église Saint-Hilaire de Mouthiers-sur-Boëme           |
| Logis de Forge                                        | Mouthiers-sur-Boëme         |                                                            | 45° 33′ 04″ nord, 0° 07′ 43″ est                  | « PA16000033 »                                    | Inscrit                                           | 2005                                              | Logis de Forge                                        |
| Église Saint-Martial de Mouton                        | Mouton                      |                                                            | 45° 53′ 30″ nord, 0° 14′ 32″ est                  | « PA00104440 »                                    | Classé                                            | 1955                                              | Église Saint-Martial de Mouton                        |
| Église Saint-Michel de Nanclars                       | Nanclars                    |                                                            | 45° 50′ 37″ nord, 0° 13′ 17″ est                  | « PA00104441 »                                    | Classé                                            | 1920                                              | Église Saint-Michel de Nanclars                       |
| Abbaye Notre-Dame de Nanteuil                         | Nanteuil-en-Vallée          |                                                            | 46° 00′ 09″ nord, 0° 19′ 21″ est                  | « PA00104442 »                                    | Classé                                            | 2017                                              | Abbaye Notre-Dame de Nanteuil                         |
| Chapelle de Boisaugeais                               | Nanteuil-en-Vallée          | Boisaugeais                                                | 45° 58′ 18″ nord, 0° 19′ 28″ est                  | « PA00104554 »                                    | Classé                                            | 1992                                              | Chapelle de Boisaugeais                               |
| Église Saint-Jean-Baptiste de Nanteuil-en-Vallée      | Nanteuil-en-Vallée          |                                                            | 46° 00′ 04″ nord, 0° 19′ 25″ est                  | « PA00104555 »                                    | Inscrit                                           | 1989                                              | Église Saint-Jean-Baptiste de Nanteuil-en-Vallée      |
| Manoir d'Aizecq                                       | Nanteuil-en-Vallée          | Aizecq                                                     | 45° 59′ 24″ nord, 0° 16′ 51″ est                  | « PA16000024 »                                    | Inscrit                                           | 2002                                              | Manoir d'Aizecq                                       |
| Château de Fleurac                                    | Nersac                      |                                                            | 45° 38′ 26″ nord, 0° 05′ 08″ est                  | « PA00104443 »                                    | Inscrit                                           | 1988                                              | Château de Fleurac                                    |
| Église Saint-Pierre de Nersac                         | Nersac                      |                                                            | 45° 37′ 31″ nord, 0° 03′ 03″ est                  | « PA00104444 »                                    | Inscrit                                           | 1925                                              | Église Saint-Pierre de Nersac                         |
| Moulin à papier de Fleurac                            | Nersac                      | Fleurac                                                    | 45° 38′ 35″ nord, 0° 05′ 14″ est                  | « PA00104445 »                                    | Inscrit                                           | 1984                                              | Moulin à papier de Fleurac                            |
| Château de Nieuil                                     | Nieuil                      |                                                            | 45° 52′ 52″ nord, 0° 31′ 15″ est                  | « PA16000058 »                                    | Inscrit                                           | 2014                                              | Château de Nieuil                                     |
| Château de la Léotardie                               | Nonac                       |                                                            | 45° 25′ 23″ nord, 0° 04′ 04″ est                  | « PA00104446 »                                    | Inscrit                                           | 1944                                              | Château de la Léotardie                               |
| Église Saint-Hilaire de Nonac                         | Nonac                       |                                                            | 45° 25′ 14″ nord, 0° 03′ 26″ est                  | « PA00104447 »                                    | Classé                                            | 1913                                              | Église Saint-Hilaire de Nonac                         |
| Église Saint-Martin d'Oradour-Fanais                  | Oradour-Fanais              |                                                            | 46° 07′ 12″ nord, 0° 46′ 51″ est                  | « PA00104448 »                                    | Classé                                            | 1921                                              | Église Saint-Martin d'Oradour-Fanais                  |
| Château de Saveille                                   | Paizay-Naudouin-Embourie    |                                                            | 46° 02′ 28″ nord, 0° 00′ 30″ ouest                | « PA00104449 »                                    | Inscrit                                           | 2005                                              | Château de Saveille                                   |
| Église Saint-Genis d'Embourie                         | Paizay-Naudouin-Embourie    |                                                            | 46° 02′ 24″ nord, 0° 02′ 25″ est                  | « PA00104450 »                                    | Inscrit                                           | 1987                                              | Église Saint-Genis d'Embourie                         |
| Substructions gallo-romaines d'Embourie               | Paizay-Naudouin-Embourie    | Embourie, les Châteliers                                   | 46° 02′ 28″ nord, 0° 02′ 17″ est                  | « PA00104451 »                                    | Classé                                            | 1983                                              | Substructions gallo-romaines d'Embourie               |
| Église Saint-Pierre de Passirac                       | Passirac                    |                                                            | 45° 20′ 43″ nord, 0° 03′ 57″ ouest                | « PA00104568 »                                    | Inscrit                                           | 1991                                              | Église Saint-Pierre de Passirac                       |
| Église Saint-Hilaire de Péreuil                       | Péreuil                     |                                                            | 45° 28′ 53″ nord, 0° 01′ 20″ ouest                | « PA00104452 »                                    | Classé                                            | 1913                                              | Église Saint-Hilaire de Péreuil                       |
| Église Saint-Gervais-Saint-Protais de Pérignac        | Pérignac                    |                                                            | 45° 27′ 51″ nord, 0° 04′ 37″ est                  | « PA00104453 »                                    | Classé                                            | 1907                                              | Église Saint-Gervais-Saint-Protais de Pérignac        |
| Église Saint-Pierre de La Péruse                      | La Péruse                   |                                                            | 45° 52′ 34″ nord, 0° 37′ 07″ est                  | « PA00104454 »                                    | Inscrit                                           | 1980                                              | Église Saint-Pierre de La Péruse                      |
| Château des Pins                                      | Les Pins                    |                                                            | 45° 49′ 15″ nord, 0° 23′ 26″ est                  | « PA00104455 »                                    | Inscrit                                           | 1958                                              | Château des Pins                                      |
| Église Saint-Hippolyte de Plaizac                     | Plaizac                     |                                                            | 45° 45′ 18″ nord, 0° 07′ 26″ ouest                | « PA00104456 »                                    | Inscrit                                           | 1987                                              | Église Saint-Hippolyte de Plaizac                     |
| Église Saint-Cybard de Plassac                        | Plassac-Rouffiac            |                                                            | 45° 31′ 43″ nord, 0° 03′ 47″ est                  | « PA00104457 »                                    | Classé                                            | 1862                                              | Église Saint-Cybard de Plassac                        |
| Château de Gorce                                      | Pleuville                   |                                                            | 46° 04′ 07″ nord, 0° 29′ 47″ est                  | « PA16000025 »                                    | Inscrit                                           | 2002                                              | Château de Gorce                                      |
| Église Saint-Martin de Poullignac                     | Poullignac                  |                                                            | 45° 23′ 58″ nord, 0° 01′ 14″ ouest                | « PA00104458 »                                    | Classé                                            | 1987                                              | Église Saint-Martin de Poullignac                     |
| Église Saint-Pierre de Poursac                        | Poursac                     |                                                            | 45° 57′ 39″ nord, 0° 15′ 30″ est                  | « PA00104459 »                                    | Inscrit                                           | 1938 1997                                         | Église Saint-Pierre de Poursac                        |
| Église Saint-Cybard de Pranzac                        | Pranzac                     |                                                            | 45° 40′ 15″ nord, 0° 21′ 03″ est                  | « PA00104460 »                                    | Inscrit                                           | 1938                                              | Église Saint-Cybard de Pranzac                        |
| Lanterne des morts de Pranzac                         | Pranzac                     |                                                            | 45° 40′ 12″ nord, 0° 20′ 53″ est                  | « PA00104461 »                                    | Classé                                            | 1905                                              | Lanterne des morts de Pranzac                         |
| Église Saint-Vincent de Puymoyen                      | Puymoyen                    |                                                            | 45° 36′ 48″ nord, 0° 10′ 54″ est                  | « PA00104462 »                                    | Inscrit                                           | 1969                                              | Église Saint-Vincent de Puymoyen                      |
| Moulin du Verger                                      | Puymoyen                    | Moulin du Verger                                           | 45° 36′ 32″ nord, 0° 10′ 33″ est                  | « PA00104569 »                                    | Inscrit                                           | 1991                                              | Moulin du Verger                                      |
| Église Saint-Barthélemy de Raix                       | Raix                        |                                                            | 46° 00′ 01″ nord, 0° 06′ 45″ est                  | « PA00104463 »                                    | Classé                                            | 1913                                              | Église Saint-Barthélemy de Raix                       |
| Église Saint-Pierre de Reignac                        | Reignac                     |                                                            | 45° 25′ 21″ nord, 0° 11′ 00″ ouest                | « PA00104464 »                                    | Classé                                            | 1970                                              | Église Saint-Pierre de Reignac                        |
| Église Saint-Eutrope de Rioux-Martin                  | Rioux-Martin                |                                                            | 45° 14′ 56″ nord, 0° 00′ 13″ est                  | « PA00104465 »                                    | Classé                                            | 1862                                              | Église Saint-Eutrope de Rioux-Martin                  |
| Église Saint-Cybard de Rivières                       | Rivières                    |                                                            | 45° 45′ 13″ nord, 0° 21′ 44″ est                  | « PA00104466 »                                    | Inscrit                                           | 1948                                              | Église Saint-Cybard de Rivières                       |
| Logis de Ribérolles                                   | Rivières                    |                                                            | 45° 45′ 40″ nord, 0° 21′ 27″ est                  | « PA16000046 »                                    | Inscrit                                           | 2010                                              | Logis de Ribérolles                                   |
| Château de La Rochefoucauld                           | La Rochefoucauld            |                                                            | 45° 44′ 48″ nord, 0° 22′ 50″ est                  | « PA00104467 »                                    | Classé                                            | 1955                                              | Château de La Rochefoucauld                           |
| Couvent des Carmes de La Rochefoucauld                | La Rochefoucauld            | rue des Halles                                             | 45° 44′ 29″ nord, 0° 23′ 03″ est                  | « PA00104468 »                                    | Classé Inscrit                                    | 1909 2001                                         | Couvent des Carmes de La Rochefoucauld                |
| Église Saint-Cybard de La Rochefoucauld               | La Rochefoucauld            |                                                            | 45° 44′ 25″ nord, 0° 23′ 10″ est                  | « PA00104469 »                                    | Classé                                            | 1909                                              | Église Saint-Cybard de La Rochefoucauld               |
| Église Saint-Étienne d'Olérat                         | La Rochefoucauld            | Olérat                                                     | 45° 43′ 43″ nord, 0° 22′ 58″ est                  | « PA00104470 »                                    | Inscrit                                           | 1942                                              | Église Saint-Étienne d'Olérat                         |
| Pont du château de La Rochefoucauld                   | La Rochefoucauld            |                                                            | 45° 44′ 30″ nord, 0° 22′ 53″ est                  | « PA00104471 »                                    | Inscrit                                           | 1935                                              | Pont du château de La Rochefoucauld                   |
| Château de La Rochette                                | La Rochette                 |                                                            | 45° 48′ 12″ nord, 0° 18′ 43″ est                  | « PA00104586 »                                    | Inscrit                                           | 1992                                              | Château de La Rochette                                |
| Église Saint-Sébastien de La Rochette                 | La Rochette                 |                                                            | 45° 48′ 08″ nord, 0° 18′ 47″ est                  | « PA00104472 »                                    | Classé                                            | 1932                                              | Église Saint-Sébastien de La Rochette                 |
| Église Saint-Jean-Baptiste de Ronsenac                | Ronsenac                    |                                                            | 45° 28′ 35″ nord, 0° 14′ 55″ est                  | « PA16000043 »                                    | Inscrit                                           | 2009                                              | Église Saint-Jean-Baptiste de Ronsenac                |
| Prieuré de Ronsenac                                   | Ronsenac                    |                                                            | 45° 28′ 34″ nord, 0° 14′ 55″ est                  | « PA00104473 »                                    | Inscrit Classé                                    | 1988 1990                                         | Prieuré de Ronsenac                                   |
| Château du Repaire                                    | Rougnac                     |                                                            | 45° 32′ 27″ nord, 0° 21′ 56″ est                  | « PA16000006 »                                    | Inscrit                                           | 1997                                              | Château du Repaire                                    |
| Église Saint-Pierre de Rougnac                        | Rougnac                     |                                                            | 45° 32′ 13″ nord, 0° 21′ 30″ est                  | « PA16000020 »                                    | Inscrit                                           | 2001                                              | Église Saint-Pierre de Rougnac                        |
| Église Saint-Pierre de Rouillac (Charente)            | Rouillac                    |                                                            | 45° 46′ 29″ nord, 0° 03′ 44″ ouest                | « PA00104474 »                                    | Classé                                            | 1910                                              | Église Saint-Pierre de Rouillac (Charente)            |
| Domaine de la Forêt                                   | Roullet-Saint-Estèphe       | La Forêt, Saint-Estèphe                                    | 45° 33′ 34″ nord, 0° 00′ 20″ est                  | « PA00104587 »                                    | Inscrit                                           | 1992                                              | Domaine de la Forêt                                   |
| Dolmen de la Boucharderie                             | Roullet-Saint-Estèphe       | Saint-Estèphe                                              | 45° 33′ 30″ nord, 0° 01′ 32″ est                  | « PA00104475 »                                    | Classé                                            | 1927                                              | Dolmen de la Boucharderie                             |
| Église Saint-Cybard de Roullet                        | Roullet-Saint-Estèphe       |                                                            | 45° 35′ 00″ nord, 0° 02′ 50″ est                  | « PA00104476 »                                    | Classé                                            | 1840                                              | Église Saint-Cybard de Roullet                        |
| Église de Saint-Estèphe                               | Roullet-Saint-Estèphe       | Saint-Estèphe                                              | 45° 34′ 46″ nord, 0° 00′ 53″ est                  | « PA00104477 »                                    | Classé                                            | 1923                                              | Église de Saint-Estèphe                               |
| Château de Chambes                                    | Roumazières-Loubert         |                                                            | 45° 54′ 34″ nord, 0° 34′ 50″ est                  | « PA16000044 »                                    | Inscrit                                           | 2009                                              | Château de Chambes                                    |
| Château de Peyras                                     | Roumazières-Loubert         |                                                            | 45° 52′ 18″ nord, 0° 36′ 23″ est                  | « PA16000014 »                                    | Inscrit                                           | 1998                                              | Château de Peyras                                     |
| Fontaine François Ier                                 | Ruelle-sur-Touvre           |                                                            | 45° 40′ 41″ nord, 0° 13′ 27″ est                  | « PA00104478 »                                    | Inscrit                                           | 1925                                              | Fontaine François Ier                                 |
| Logis de Fissac                                       | Ruelle-sur-Touvre           | Fissac                                                     | 45° 40′ 53″ nord, 0° 12′ 44″ est                  | « PA00104479 »                                    | Inscrit                                           | 1969                                              | Logis de Fissac                                       |
| Église Saint-André de Ruffec                          | Ruffec                      |                                                            | 46° 01′ 41″ nord, 0° 12′ 09″ est                  | « PA00104480 »                                    | Classé                                            | 1903                                              | Église Saint-André de Ruffec                          |
| Chapelle Saint-Blaise de Ruffec                       | Ruffec                      |                                                            | 46° 01′ 44″ nord, 0° 12′ 19″ est                  | « PA00104481 »                                    | Inscrit                                           | 1973                                              | Chapelle Saint-Blaise de Ruffec                       |
| Abbaye de Saint-Amant-de-Boixe                        | Saint-Amant-de-Boixe        |                                                            | 45° 47′ 56″ nord, 0° 08′ 08″ est                  | « PA00104483 »                                    | Classé Inscrit                                    | 1935 2008                                         | Abbaye de Saint-Amant-de-Boixe                        |
| Abbaye de Saint-Amant-de-Boixe                        | Saint-Amant-de-Boixe        |                                                            | 45° 47′ 46″ nord, 0° 08′ 02″ est                  | « PA00104484 »                                    | Classé                                            | 1840                                              | Abbaye de Saint-Amant-de-Boixe                        |
| Église Saint-Amant de Saint-Amant-de-Bonnieure        | Saint-Amant-de-Bonnieure    |                                                            | 45° 51′ 08″ nord, 0° 17′ 39″ est                  | « PA00104485 »                                    | Classé                                            | 1981                                              | Église Saint-Amant de Saint-Amant-de-Bonnieure        |
| Logis de Saint-Amant-de-Bonnieure                     | Saint-Amant-de-Bonnieure    |                                                            | 45° 51′ 07″ nord, 0° 17′ 39″ est                  | « PA00104486 »                                    | Classé                                            | 1983                                              | Logis de Saint-Amant-de-Bonnieure                     |
| Château de Fontguyon                                  | Saint-Amant-de-Nouère       |                                                            | 45° 43′ 21″ nord, 0° 00′ 03″ ouest                | « PA00104556 »                                    | Inscrit Classé                                    | 1989 1994                                         | Château de Fontguyon                                  |
| Église Saint-Michel de Saint-Angeau                   | Saint-Angeau                |                                                            | 45° 50′ 56″ nord, 0° 17′ 16″ est                  | « PA00104487 »                                    | Inscrit                                           | 1948                                              | Église Saint-Michel de Saint-Angeau                   |
| Église Saint-Jacques de Conzac                        | Saint-Aulais-la-Chapelle    |                                                            | 45° 27′ 01″ nord, 0° 01′ 51″ ouest                | « PA00104488 »                                    | Classé                                            | 1953                                              | Église Saint-Jacques de Conzac                        |
| Église Saint-Bonnet de Saint-Bonnet                   | Saint-Bonnet                |                                                            | 45° 28′ 41″ nord, 0° 05′ 52″ ouest                | « PA00104489 »                                    | Inscrit                                           | 2018                                              | Église Saint-Bonnet de Saint-Bonnet                   |
| Abbaye Notre-Dame-de-l'Assomption de Châtre           | Saint-Brice                 |                                                            | 45° 41′ 38″ nord, 0° 15′ 26″ ouest                | « PA00104493 »                                    | Classé                                            | 1948                                              | Abbaye Notre-Dame-de-l'Assomption de Châtre           |
| Château de Garde-Épée                                 | Saint-Brice                 |                                                            | 45° 41′ 22″ nord, 0° 15′ 37″ ouest                | « PA00104494 »                                    | Inscrit                                           | 1973                                              | Château de Garde-Épée                                 |
| Château de Saint-Brice                                | Saint-Brice                 |                                                            | 45° 41′ 13″ nord, 0° 16′ 40″ ouest                | « PA00104490 »                                    | Inscrit                                           | 1971                                              | Château de Saint-Brice                                |
| Dolmen de Garde-Épée                                  | Saint-Brice                 |                                                            | 45° 41′ 25″ nord, 0° 15′ 06″ ouest                | « PA00104491 »                                    | Classé                                            | 1926                                              | Dolmen de Garde-Épée                                  |
| Dolmen des Grouges                                    | Saint-Ciers-sur-Bonnieure   |                                                            | 45° 52′ 20″ nord, 0° 14′ 16″ est                  | « PA16000051 »                                    | Inscrit                                           | 2012                                              | Dolmen des Grouges                                    |
| Église Saint-Brice de Saint-Brice                     | Saint-Brice                 |                                                            | 45° 41′ 15″ nord, 0° 16′ 38″ ouest                | « PA00104492 »                                    | Inscrit                                           | 1964                                              | Église Saint-Brice de Saint-Brice                     |
| Église Saint-Claud de Saint-Claud                     | Saint-Claud                 |                                                            | 45° 53′ 38″ nord, 0° 27′ 51″ est                  | « PA00104495 »                                    | Inscrit                                           | 1925                                              | Église Saint-Claud de Saint-Claud                     |
| Viaduc de la Sonnette                                 | Saint-Claud                 |                                                            | 45° 55′ 17″ nord, 0° 27′ 17″ est                  | « PA16000030 »                                    | Inscrit                                           | 2004                                              | Viaduc de la Sonnette                                 |
| Château de Puybautier                                 | Saint-Coutant               |                                                            | 46° 00′ 34″ nord, 0° 25′ 09″ est                  | « PA16000016 »                                    | Inscrit                                           | 2001                                              | Château de Puybautier                                 |
| Sanctuaire des Bouchauds                              | Saint-Cybardeaux            |                                                            | 45° 46′ 52″ nord, 0° 00′ 28″ ouest                | « PA00104588 »                                    | Classé                                            | 1992                                              | Sanctuaire des Bouchauds                              |
| Théâtre gallo-romain des Bouchauds                    | Saint-Cybardeaux            | Les Bouchauds                                              | 45° 46′ 54″ nord, 0° 00′ 23″ ouest                | « PA00104497 »                                    | Classé                                            | 1881                                              | Théâtre gallo-romain des Bouchauds                    |
| Église Sainte-Colombe de Sainte-Colombe               | Sainte-Colombe              |                                                            | 45° 50′ 00″ nord, 0° 19′ 08″ est                  | « PA00104496 »                                    | Classé                                            | 1973                                              | Église Sainte-Colombe de Sainte-Colombe               |
| Église Saint-Félix de Saint-Félix                     | Saint-Félix                 |                                                            | 45° 22′ 26″ nord, 0° 00′ 24″ est                  | « PA00104498 »                                    | Classé                                            | 1984                                              | Église Saint-Félix de Saint-Félix                     |
| Dolmen de Saint-Fort-sur-le-Né                        | Saint-Fort-sur-le-Né        | La Pierre Levée                                            | 45° 34′ 21″ nord, 0° 17′ 39″ ouest                | « PA00104499 »                                    | Classé                                            | 1983                                              | Dolmen de Saint-Fort-sur-le-Né                        |
| Église Saint-Fortunat de Saint-Fort-sur-le-Né         | Saint-Fort-sur-le-Né        |                                                            | 45° 34′ 40″ nord, 0° 18′ 17″ ouest                | « PA00104570 »                                    | Inscrit                                           | 1991                                              | Église Saint-Fortunat de Saint-Fort-sur-le-Né         |
| Église Saint-Fraigne de Saint-Fraigne                 | Saint-Fraigne               |                                                            | 45° 57′ 14″ nord, 0° 00′ 24″ ouest                | « PA16000007 »                                    | Inscrit Classé                                    | 1997 1999                                         | Église Saint-Fraigne de Saint-Fraigne                 |
| Église de Saint-Front                                 | Saint-Front                 |                                                            | 45° 53′ 38″ nord, 0° 17′ 25″ est                  | « PA00104500 »                                    | Inscrit                                           | 1956                                              | Église de Saint-Front                                 |
| Église de Saint-Georges                               | Saint-Georges               |                                                            | 45° 58′ 19″ nord, 0° 16′ 15″ est                  | « PA00104501 »                                    | Inscrit                                           | 1949                                              | Église de Saint-Georges                               |
| Château de Saint-Germain-de-Confolens                 | Saint-Germain-de-Confolens  |                                                            | 46° 03′ 11″ nord, 0° 41′ 07″ est                  | « PA00104502 »                                    | Inscrit Inscrit                                   | 1925 2016                                         | Château de Saint-Germain-de-Confolens                 |
| Église Saint-Vincent de Saint-Germain-de-Confolens    | Saint-Germain-de-Confolens  |                                                            | 46° 03′ 14″ nord, 0° 41′ 06″ est                  | « PA00104503 »                                    | Inscrit                                           | 1973                                              | Église Saint-Vincent de Saint-Germain-de-Confolens    |
| Église Saint-Germain de Saint-Germain-de-Montbron     | Saint-Germain-de-Montbron   | Le Bourg                                                   | 45° 37′ 24″ nord, 0° 25′ 11″ est                  | « PA00104504 »                                    | Inscrit                                           | 1965                                              | Église Saint-Germain de Saint-Germain-de-Montbron     |
| Église Saint-Hilaire de Barbezieux                    | Saint-Hilaire (Charente)    |                                                            | 45° 27′ 36″ nord, 0° 10′ 20″ ouest                | « PA16000053 »                                    | Inscrit                                           | 2013                                              | Église Saint-Hilaire de Barbezieux                    |
| Église Saint-Nicolas de Peudry                        | Saint-Martial               | Peudry                                                     | 45° 22′ 18″ nord, 0° 03′ 26″ est                  | « PA00104505 »                                    | Classé                                            | 1987                                              | Église Saint-Nicolas de Peudry                        |
| Église Saint-Maurice de Saint-Maurice-des-Lions       | Saint-Maurice-des-Lions     |                                                            | 45° 57′ 55″ nord, 0° 42′ 09″ est                  | « PA00104506 »                                    | Classé                                            | 1909                                              | Église Saint-Maurice de Saint-Maurice-des-Lions       |
| Dolmen des Courades                                   | Saint-Même-les-Carrières    |                                                            | 45° 37′ 58″ nord, 0° 09′ 29″ ouest                | « PA00104507 »                                    | Classé                                            | 1926                                              | Dolmen des Courades                                   |
| Église Saint-Maxime de Saint-Même-les-Carrières       | Saint-Même-les-Carrières    |                                                            | 45° 38′ 48″ nord, 0° 08′ 32″ ouest                | « PA00104571 »                                    | Inscrit                                           | 1991                                              | Église Saint-Maxime de Saint-Même-les-Carrières       |
| Église de Saint-Michel                                | Saint-Michel                |                                                            | 45° 38′ 33″ nord, 0° 06′ 20″ est                  | « PA00104508 »                                    | Classé                                            | 1840                                              | Église de Saint-Michel                                |
| Château de Puyvidal                                   | Saint-Projet-Saint-Constant |                                                            | 45° 43′ 25″ nord, 0° 20′ 28″ est                  | « PA16000036 »                                    | Inscrit                                           | 2006                                              | Château de Puyvidal                                   |
| Église Saint-Quentin de Saint-Quentin-de-Chalais      | Saint-Quentin-de-Chalais    |                                                            | 45° 15′ 28″ nord, 0° 04′ 06″ est                  | « PA00104509 »                                    | Classé                                            | 1913                                              | Église Saint-Quentin de Saint-Quentin-de-Chalais      |
| Église Saint-Saturnin de Saint-Saturnin               | Saint-Saturnin              |                                                            | 45° 39′ 34″ nord, 0° 02′ 46″ est                  | « PA00104510 »                                    | Classé                                            | 1973                                              | Église Saint-Saturnin de Saint-Saturnin               |
| Église Saint-Sigismond de Saint-Simon                 | Saint-Simon                 |                                                            | 45° 38′ 58″ nord, 0° 04′ 35″ ouest                | « PA00104511 »                                    | Classé                                            | 1974                                              | Église Saint-Sigismond de Saint-Simon                 |
| Pyramide sur le pont de Saint-Sulpice                 | Saint-Sulpice-de-Cognac     | R.N. 731 A l'intersection de l'axe de la rivière l'Antenne | 45° 44′ 40″ nord, 0° 22′ 38″ ouest                | « PA00104512 »                                    | Inscrit                                           | 1965                                              | Pyramide sur le pont de Saint-Sulpice                 |
| Église Saint-Sulpice de Saint-Sulpice-de-Ruffec       | Saint-Sulpice-de-Ruffec     |                                                            | 45° 56′ 22″ nord, 0° 18′ 49″ est                  | « PA00104482 »                                    | Inscrit                                           | 1950                                              | Église Saint-Sulpice de Saint-Sulpice-de-Ruffec       |
| Église Saint-Maurice de Salles-d'Angles               | Salles-d'Angles             |                                                            | 45° 37′ 04″ nord, 0° 19′ 58″ ouest                | « PA00104572 »                                    | Inscrit                                           | 1991                                              | Église Saint-Maurice de Salles-d'Angles               |
| Presbytère de Salles-d'Angles                         | Salles-d'Angles             |                                                            | 45° 37′ 03″ nord, 0° 19′ 58″ ouest                | « PA00104573 »                                    | Inscrit                                           | 1991                                              | Presbytère de Salles-d'Angles                         |
| Église Saint-Genis de Saulgond                        | Saulgond                    |                                                            | 45° 57′ 00″ nord, 0° 47′ 04″ est                  | « PA16000008 »                                    | Inscrit                                           | 1997                                              | Église Saint-Genis de Saulgond                        |
| Église Saint-Pierre-aux-Liens de Segonzac             | Segonzac                    |                                                            | 45° 37′ 03″ nord, 0° 13′ 05″ ouest                | « PA00104513 »                                    | Classé                                            | 1932                                              | Église Saint-Pierre-aux-Liens de Segonzac             |
| Temple protestant de Segonzac                         | Segonzac                    | rue Millardet (D.736)                                      | 45° 37′ 12″ nord, 0° 12′ 59″ ouest                | « PA16000012 »                                    | Inscrit                                           | 1998                                              | Temple protestant de Segonzac                         |
| Église Saint-Pierre de Sers                           | Sers                        |                                                            | 45° 35′ 57″ nord, 0° 19′ 18″ est                  | « PA00104514 »                                    | Classé                                            | 1970                                              | Église Saint-Pierre de Sers                           |
| Logis de Nanteuil                                     | Sers                        |                                                            | 45° 35′ 40″ nord, 0° 18′ 13″ est                  | « PA16000009 »                                    | Inscrit                                           | 1997                                              | Logis de Nanteuil                                     |
| Presbytère de Sers                                    | Sers                        |                                                            | 45° 35′ 57″ nord, 0° 19′ 15″ est                  | « PA00104516 »                                    | Inscrit                                           | 1941                                              | Presbytère de Sers                                    |
| Roc-de-Sers                                           | Sers                        | Le Roc                                                     | 45° 34′ 30″ nord, 0° 19′ 46″ est                  | « PA00104515 »                                    | Classé                                            | 1979                                              | Roc-de-Sers                                           |
| Église Saint-Martin de Sigogne                        | Sigogne                     |                                                            | 45° 44′ 14″ nord, 0° 09′ 30″ ouest                | « PA00104517 »                                    | Inscrit                                           | 1957                                              | Église Saint-Martin de Sigogne                        |
| Église Saint-Orient de Sireuil                        | Sireuil                     |                                                            | 45° 36′ 55″ nord, 0° 00′ 32″ est                  | « PA00104518 »                                    | Inscrit                                           | 1925                                              | Église Saint-Orient de Sireuil                        |
| Logis de Sireuil XVIIIe siècle                        | Sireuil                     |                                                            | 45° 36′ 55″ nord, 0° 00′ 32″ est                  | « PA00104519 »                                    | Inscrit                                           | 1964                                              | Logis de Sireuil XVIIIe siècle                        |
| Église Saint-Mathieu de Soyaux                        | Soyaux                      |                                                            | 45° 38′ 39″ nord, 0° 12′ 16″ est                  | « PA00104520 »                                    | Inscrit                                           | 1949                                              | Église Saint-Mathieu de Soyaux                        |
| Logis de Frégeneuil                                   | Soyaux                      |                                                            | 45° 37′ 55″ nord, 0° 11′ 30″ est                  | « PA16000005 »                                    | Inscrit                                           | 1996                                              | Logis de Frégeneuil                                   |
| Édifice gallo-romain de Suaux                         | Suaux                       | Chez Michaud                                               | 45° 50′ 14″ nord, 0° 31′ 48″ est                  | « PA00104521 »                                    | Classé                                            | 1973                                              | Édifice gallo-romain de Suaux                         |
| Commanderie Saint-Jean du Tâtre                       | Le Tâtre                    |                                                            | 45° 23′ 42″ nord, 0° 12′ 17″ ouest                | « PA00104582 »                                    | Inscrit                                           | 1992                                              | Commanderie Saint-Jean du Tâtre                       |
| Église Sainte-Radegonde de Theil-Rabier               | Theil-Rabier                |                                                            | 46° 02′ 57″ nord, 0° 02′ 16″ est                  | « PA00104522 »                                    | Inscrit                                           | 1986                                              | Église Sainte-Radegonde de Theil-Rabier               |
| Église Saint-Aignant de Torsac                        | Torsac                      |                                                            | 45° 33′ 50″ nord, 0° 12′ 55″ est                  | « PA00104523 »                                    | Inscrit                                           | 1973                                              | Église Saint-Aignant de Torsac                        |
| Église Sainte-Madeleine de Touvre                     | Touvre                      |                                                            | 45° 39′ 50″ nord, 0° 15′ 08″ est                  | « PA00104524 »                                    | Inscrit                                           | 2018                                              | Église Sainte-Madeleine de Touvre                     |
| Logis de la Lèche                                     | Touvre                      |                                                            | 45° 39′ 23″ nord, 0° 15′ 30″ est                  | « PA00132779 »                                    | Inscrit                                           | 1994                                              | Logis de la Lèche                                     |
| Église Saint-Pierre-Saint-Laurent de Touzac           | Touzac                      |                                                            | 45° 33′ 06″ nord, 0° 09′ 20″ ouest                | « PA00104525 »                                    | Classé                                            | 1964                                              | Église Saint-Pierre-Saint-Laurent de Touzac           |
| Église Notre-Dame de Trois-Palis                      | Trois-Palis                 |                                                            | 45° 38′ 25″ nord, 0° 03′ 22″ est                  | « PA00104526 »                                    | Classé                                            | 1886                                              | Église Notre-Dame de Trois-Palis                      |
| Prieuré de Tusson                                     | Tusson                      |                                                            | 45° 55′ 59″ nord, 0° 03′ 54″ est                  | « PA00104527 »                                    | Inscrit Inscrit                                   | 1952 2016                                         | Prieuré de Tusson                                     |
| Logis de Marguerite de Valois                         | Tusson                      |                                                            | 45° 56′ 01″ nord, 0° 04′ 02″ est                  | « PA00132805 »                                    | Inscrit                                           | 1994                                              | Logis de Marguerite de Valois                         |
| Tumulus du Vieux Breuil                               | Tusson                      | le Vieux Breuil                                            | 45° 55′ 54″ nord, 0° 04′ 53″ est                  | « PA00104530 »                                    | Inscrit                                           | 1962                                              | Tumulus du Vieux Breuil                               |
| Tumulus du Gros Dognon                                | Tusson                      |                                                            | 45° 56′ 01″ nord, 0° 04′ 59″ est                  | « PA00104528 »                                    | Inscrit                                           | 1960                                              | Tumulus du Gros Dognon                                |
| Tumulus du Petit Dognon                               | Tusson                      |                                                            | 45° 56′ 08″ nord, 0° 05′ 05″ est                  | « PA16000052 »                                    | Inscrit                                           | 2012                                              | Tumulus du Petit Dognon                               |
| Tumulus de la Justice                                 | Tusson                      |                                                            | 45° 56′ 19″ nord, 0° 05′ 13″ est                  | « PA00104529 »                                    | Inscrit                                           | 1960                                              | Tumulus de la Justice                                 |
| Château de Bourgon                                    | Valence                     |                                                            | 45° 53′ 15″ nord, 0° 18′ 47″ est                  | « PA16000047 »                                    | Inscrit                                           | 2011                                              | Château de Bourgon                                    |
| Logis du Portal                                       | Vars                        | Le Portal                                                  | 45° 45′ 55″ nord, 0° 06′ 40″ est                  | « PA16000034 »                                    | Inscrit                                           | 2006                                              | Logis du Portal                                       |
| Église Saint-Martin de Ventouse                       | Ventouse                    |                                                            | 45° 53′ 47″ nord, 0° 19′ 54″ est                  | « PA00104531 »                                    | Inscrit                                           | 1925                                              | Église Saint-Martin de Ventouse                       |
| Croix hosannière de Verrières                         | Verrières                   |                                                            | 45° 34′ 20″ nord, 0° 15′ 58″ ouest                | « PA00104532 »                                    | Inscrit                                           | 1986                                              | Croix hosannière de Verrières                         |
| Église Saint-Palais de Verrières                      | Verrières                   |                                                            | 45° 34′ 21″ nord, 0° 15′ 59″ ouest                | « PA00104533 »                                    | Inscrit                                           | 1986                                              | Église Saint-Palais de Verrières                      |
| Château de Verteuil                                   | Verteuil-sur-Charente       |                                                            | 45° 58′ 58″ nord, 0° 13′ 50″ est                  | « PA00104534 »                                    | Classé                                            | 2017                                              | Château de Verteuil                                   |
| Couvent des Cordeliers de Verteuil-sur-Charente       | Verteuil-sur-Charente       | 8 rue du docteur Deux Desprès                              | 45° 58′ 52″ nord, 0° 13′ 57″ est                  | « PA00104535 »                                    | Inscrit                                           | 2009                                              | Couvent des Cordeliers de Verteuil-sur-Charente       |
| Église Saint-Médard de Verteuil-sur-Charente          | Verteuil-sur-Charente       |                                                            | 45° 58′ 45″ nord, 0° 13′ 54″ est                  | « PA00104536 »                                    | Inscrit                                           | 1969                                              | Église Saint-Médard de Verteuil-sur-Charente          |
| Nécropole de la Boixe                                 | Vervant                     | La Combe du Rut                                            | 45° 50′ 34″ nord, 0° 08′ 55″ est                  | « PA00104576 »                                    | Inscrit                                           | 1991                                              | Nécropole de la Boixe                                 |
| Dolmen de la Boixe                                    | Vervant                     | La Combe-du-Rut                                            | 45° 50′ 41″ nord, 0° 08′ 57″ est                  | « PA00104537 »                                    | Classé                                            | 1889                                              | Dolmen de la Boixe                                    |
| Église Notre-Dame de Vignolles                        | Vignolles                   |                                                            | 45° 30′ 40″ nord, 0° 05′ 20″ ouest                | « PA00104574 »                                    | Inscrit                                           | 1991                                              | Église Notre-Dame de Vignolles                        |
| Abri du Bois-du-Roc                                   | Vilhonneur                  | Bois du Roc                                                | 45° 41′ 02″ nord, 0° 25′ 16″ est                  | « PA00104577 »                                    | Inscrit                                           | 1991                                              | Abri du Bois-du-Roc                                   |
| Château de Vilhonneur                                 | Vilhonneur                  |                                                            | 45° 40′ 52″ nord, 0° 25′ 15″ est                  | « PA00104538 »                                    | Inscrit                                           | 1966                                              | Château de Vilhonneur                                 |
| Grotte du Placard                                     | Vilhonneur                  |                                                            | 45° 41′ 23″ nord, 0° 25′ 11″ est                  | « PA00104539 »                                    | Classé                                            | 1989                                              | Grotte du Placard                                     |
| Logis de Rochebertier                                 | Vilhonneur                  | Rochebertier                                               | 45° 41′ 19″ nord, 0° 25′ 19″ est                  | « PA00104540 »                                    | Inscrit                                           | 1986                                              | Logis de Rochebertier                                 |
| Château de Villebois-Lavalette                        | Villebois-Lavalette         |                                                            | 45° 29′ 03″ nord, 0° 16′ 58″ est                  | « PA00104541 »                                    | Classé                                            | 2005                                              | Château de Villebois-Lavalette                        |
| Église Saint-Romain de Villebois-Lavalette            | Villebois-Lavalette         | Rue de l'Église                                            | 45° 28′ 57″ nord, 0° 16′ 55″ est                  | « PA16000048 »                                    | Inscrit                                           | 2012                                              | Église Saint-Romain de Villebois-Lavalette            |
| Halles de Villebois-Lavalette                         | Villebois-Lavalette         |                                                            | 45° 28′ 56″ nord, 0° 16′ 49″ est                  | « PA00104542 »                                    | Classé                                            | 1948                                              | Halles de Villebois-Lavalette                         |
| Logis des Tours                                       | Villefagnan                 |                                                            | 46° 00′ 43″ nord, 0° 04′ 54″ est                  | « PA00104543 »                                    | Inscrit                                           | 1951                                              | Logis des Tours                                       |
| Temple protestant de Villefagnan                      | Villefagnan                 |                                                            | 46° 00′ 48″ nord, 0° 04′ 54″ est                  | « PA16000010 »                                    | Inscrit                                           | 1998                                              | Temple protestant de Villefagnan                      |
| Castrum d'Andone                                      | Villejoubert                |                                                            | 45° 47′ 29″ nord, 0° 09′ 53″ est                  | « PA00104544 »                                    | Classé                                            | 1986                                              | Castrum d'Andone                                      |
| Château de la Barre                                   | Villejoubert                |                                                            | 45° 47′ 41″ nord, 0° 09′ 48″ est                  | « PA00104559 »                                    | Inscrit                                           | 1990                                              | Château de la Barre                                   |
| Église Saint-Nicolas de Villognon                     | Villognon                   |                                                            | 45° 51′ 42″ nord, 0° 05′ 52″ est                  | « PA00104545 »                                    | Classé                                            | 1903                                              | Église Saint-Nicolas de Villognon                     |
| Église Saint-Christophe de Vindelle                   | Vindelle                    |                                                            | 45° 43′ 11″ nord, 0° 07′ 17″ est                  | « PA00135583 »                                    | Inscrit                                           | 1995                                              | Église Saint-Christophe de Vindelle                   |
| Forge de Puyravaud                                    | Vitrac-Saint-Vincent        | Puyravaud                                                  | 45° 47′ 08″ nord, 0° 31′ 31″ est                  | « PA00132806 »                                    | Inscrit                                           | 1994                                              | Forge de Puyravaud                                    |
| Église Notre-Dame de Vouharte                         | Vouharte                    |                                                            | 45° 48′ 55″ nord, 0° 04′ 25″ est                  | « PA16000028 »                                    | Inscrit                                           | 2003                                              | Église Notre-Dame de Vouharte                         |
| Église Notre-Dame de Voulgézac                        | Voulgézac                   |                                                            | 45° 30′ 39″ nord, 0° 07′ 08″ est                  | « PA00104546 »                                    | Classé                                            | 1903                                              | Église Notre-Dame de Voulgézac                        |
| Gisements préhistoriques des Vachons                  | Voulgézac                   |                                                            | 45° 31′ 56″ nord, 0° 09′ 26″ est                  | « PA00104547 »                                    | Classé                                            | 1927                                              | Gisements préhistoriques des Vachons                  |
| Moulin de Nanteuillet                                 | Voulgézac                   |                                                            | 45° 31′ 48″ nord, 0° 08′ 23″ est                  | « PA16000045 »                                    | Inscrit                                           | 2010                                              | Moulin de Nanteuillet                                 |
| Donjon de la Chaise                                   | Vouthon                     | La Garenne                                                 | 45° 40′ 13″ nord, 0° 26′ 43″ est                  | « PA00104548 »                                    | Inscrit                                           | 1988                                              | Donjon de la Chaise                                   |
| Château de Vouzan                                     | Vouzan                      |                                                            | 45° 35′ 55″ nord, 0° 20′ 42″ est                  | « PA00104549 »                                    | Inscrit                                           | 1986                                              | Château de Vouzan                                     |
| Église Notre-Dame de Xambes                           | Xambes                      |                                                            | 45° 49′ 36″ nord, 0° 06′ 23″ est                  | « PA00104550 »                                    | Inscrit                                           | 1969                                              | Église Notre-Dame de Xambes                           |
| Commanderie de Malleyrand                             | Yvrac-et-Malleyrand         | Malleyrand                                                 | 45° 43′ 51″ nord, 0° 27′ 52″ est                  | « PA00132881 »                                    | Classé                                            | 1994                                              | Commanderie de Malleyrand                             |

## Anciens monuments historiques
| Monument                             | Commune                  | Adresse          | Coordonnées                        | Notice         | Protection             | Date      | Illustration                         |
| ------------------------------------ | ------------------------ | ---------------- | ---------------------------------- | -------------- | ---------------------- | --------- | ------------------------------------ |
| Halles de Baignes (réparées en 1961) | Baignes-Sainte-Radegonde | Place des halles | 45° 23′ 05″ nord, 0° 14′ 12″ ouest | « IA00041196 » | Inscription Abrogation | 1961 2015 | Halles de Baignes (réparées en 1961) |